# 中居正広・フジテレビ問題

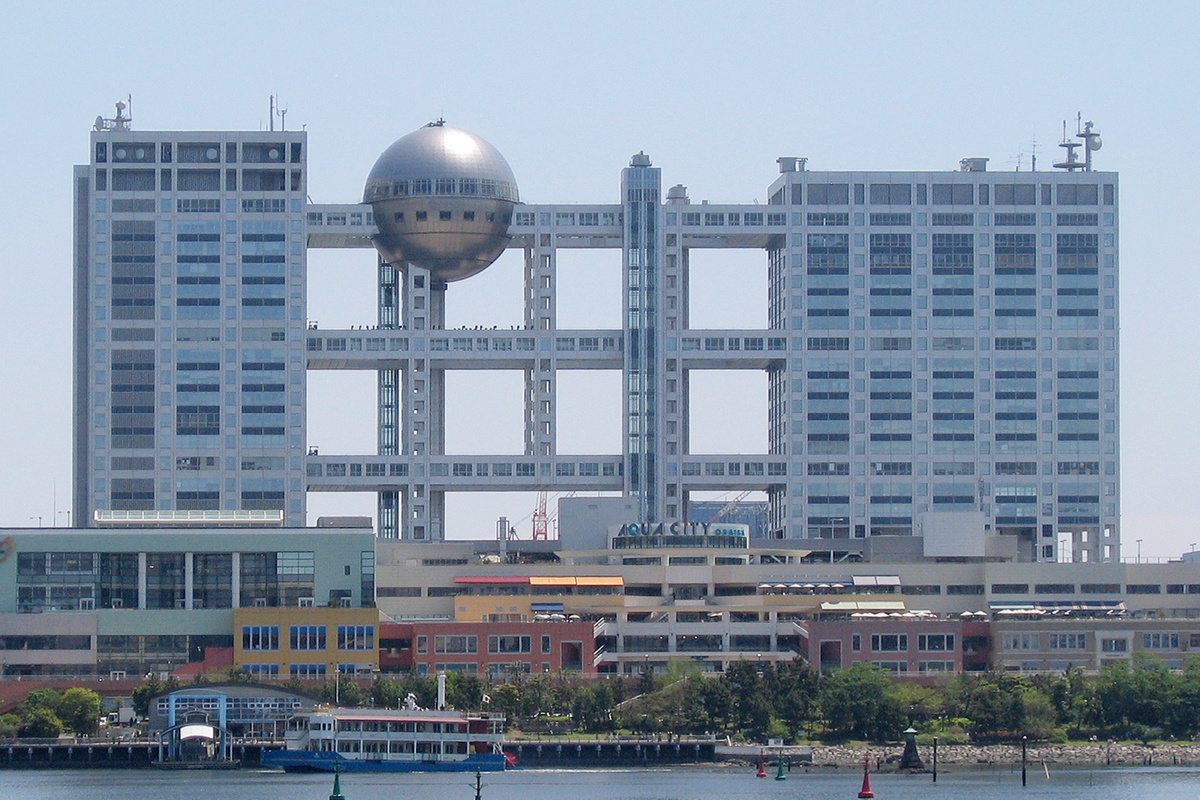
フジ・メディア・ホールディングス、フジテレビジョンなどが入るFCGビル

中居正広・フジテレビ問題（なかいまさひろ・フジテレビもんだい）は、男性アイドルグループ・SMAPの元メンバーでタレントの中居正広と元フジテレビジョン（以下、フジテレビ）所属の女性アナウンサーとのトラブル、及びそれに端を発したフジテレビの対応の誤りや組織構造の見直しをめぐる一連の問題。「フジテレビ問題」や「フジテレビ騒動」、「中居問題」などと表記されることもある。

## 概要
2024年12月末、『女性セブン』『スポーツニッポン』『週刊文春』の報道により問題が公になった。翌2025年1月以降も『週刊文春』による各種報道が続き、別のセクハラ被害者に関する「スイートルームの会」報道に加え、1月14日の外資系ファンド（モノ言う株主）による書簡や、1月17日に行われた、テレビカメラを締め出した「閉鎖的な記者会見」が決定打となり、同日夜以降スポンサー企業の大半がフジテレビでのCM放映を差し止め、公共広告に差し替える動きが相次いだ。さらにフジテレビをキー局とするフジネットワーク（FNS）系列局にも影響が波及。フジテレビの親会社フジ・メディア・ホールディングス（FMH）の株式をめぐる騒動（後述）と並行して、フジテレビ及びFMHの経営問題に発展、1月27日付でフジテレビの嘉納修治会長と港浩一社長が引責辞任、3月27日にはフジテレビの全社内取締役が退任した。
3月31日、性加害問題とフジテレビの関わりなどについて調査を委嘱された第三者委員会は、中居の行為について「世界保健機関（WHO）の定義に基づく『性暴力』」と認定し、中居と女性との関係性や権力格差、同局におけるタレントと社員の会食を巡る業務実態などから「『業務の延長線上』における性暴力」と結論付けた。一方、フジテレビ社員の関与については「中居氏が女性を会合に誘った行為に関与した事実は認められなかった」とした。しかし、会合の2日前に同じ場所で開催されたバーベキューに女性が参加したことについては「フジテレビの業務として参加したと評価できる」とした（後述）。港社長らと共に「プライベートな男女間のトラブル」と認識して、問題への対応を誤ったとの指摘を受けたフジテレビ元編成担当専務・大多亮は関西テレビ放送の社長を辞任した。
一方『週刊文春』は、第一弾記事における事件当日のフジテレビ社員の関与に言及した部分について、別段の発表をしないまま第二弾記事中で訂正し、後になって訂正した事実を正式に公表した。さらに第二弾記事における「悪人」呼ばわりが原因で、被害女性に対応した佐々木恭子アナウンサーに対し誹謗中傷が向けられる事態となった。こうした週刊誌報道の在り方についても、厳しい批判が相次いだ（後述）。
この問題はフジテレビやFNS系列以外の放送局にも波及。中居が出演していたテレビ・ラジオの番組は降板や打ち切りとなり、多くの放送事業者がハラスメントの有無や社員と芸能人の付き合い方などのコンプライアンスについて調査を実施するなど、放送業界全体に波紋を広げた（後述）。

## 発端となる性加害トラブルとその前後の出来事
本項では、すべての発端となった中居正広と元フジテレビ女性アナウンサー（女性A）との間に生じた性加害トラブル（2023年6月2日）と、その前後の出来事について時系列に沿って記載する。本項での氏名等の表記については、フジテレビの第三者委員会の調査報告書に準拠する。

### 2021年12月 - スイートルームの会
2021年11月頃、女性Aは編成幹部Bが制作した番組に出演した影響でBらと食事会を行い、Aが御礼メールを送ったことをきっかけにBとLINEを交換。12月6日、BはタレントUと中居が参加する外資系ホテルでの「スイートルームの会」に誘うLINEを送る。11日と17日にも連絡したが、会場がスイートルームであることは事前に知らせなかった。
「スイートルームの会」は12月18日に開催。Bは参加後にノリが悪いと判断した可能性が高く、女性Aを早めに追い出したという。Bは「スイートルームの会」の費用38万1365円を番組ロケ等施設使用料という不適切な名目で必要経費として精算した。
その後も翌年にかけ4回に亘って、BはAに対し忘年会や港浩一社長の古希祝いなどの会合に参加するよう呼びかけたが、実際に参加したのは2回だった。後述する「BBQの会」までに、中居とAは「スイートルームの会」を含め2回同席している。

### 2023年5月31日 - 中居宅マンションでのBBQの会
2023年5月28日、中居はショートメールでフジテレビ編成幹部Bに連絡し、同月31日に笑福亭鶴瓶、ヒロミとのゴルフを予定していたところ、天気が悪い様子のためゴルフをキャンセルし、バーベキュー（以下「BBQの会」）を開催するとして、これに参加するよう誘った。その際、同局のアナウンサーをBBQの会に同席してもらえるように手配を依頼した。
中居と幹部Bの連絡の内容は第三者委員会によって解析され、中居は「男同士じゃつまらんね。女性いるかなね。一般はさすがにね。となり、フシアナ誰か来れるかなぁ。」と送り、Bが「アナウンサー調整してみます。何時からどこでバーベキューするイメージですか？2〜3 人いれば大丈夫ですかね？？」と返答した後、中居が知っているアナウンサーの名前を挙げるよう幹部Bに送った結果、幹部Bが女性Aを挙げたため手配が決まった。
中居の依頼を受けた幹部Bは、フジテレビの女性アナウンサー2名（女性AとT）、女性スタッフに、タレントとのBBQの会を31日14時から行うと誘い、参加表明を得た。幹部Bも業務のスケジュールを調整して参加した。
5月31日、中居の自宅マンションでBBQの会が開催され、中居に加え、フジテレビの編成幹部B、女性A、女性アナウンサーT、女性スタッフ、鶴瓶、ヒロミのほか、中居が誘ったと思われるTBSテレビの男性社員2名が参加した。
午後8時頃に散会となり、鶴瓶とヒロミは帰宅。片付けを終えた後、中居が「おなかがすいたので、誰か一緒にすしを食べに行かないか」と、玄関付近にとどまっていた数人に声を掛けたところ、女性Aが参加表明した。他の女性2人はその後又は翌日朝の仕事を理由に断り、中居と女性Aと幹部Bの3人ですし店に行った。
このバーベキューについては、2025年1月25日付の『週刊文春』電子版記事「《決定的証言》中居正広＆フジテレビの闇　事件直前に編成幹部A氏がX子さんを手引きしたBBQパーティ」で初めて報じられた。バーベキューの様子について「場を仕切るA氏がX子さんや女性アナに指示」し「X子さんを含む若い女性はタレントの横に座らされ」た、「まるでキャバクラみたいだった」など、「X子の友人」の証言を引用する形で、「（フジテレビ）編成幹部A氏がX子さんを手引きした」バーベキューであると記述。続けて「鶴瓶さんを囲むような形で女性陣がズラリ。中居さんは、鶴瓶さんと仲良く下ネタを披露していた」と記載した。
その直後の1月28日、日本テレビ系情報番組『DayDay.』に出演したヒロミは「普通のBBQ」であり、被害女性A子の参加自体を把握していなかったと説明した。また2月21日、TBSテレビは社内調査結果を発表。BBQの会にTBSテレビの男性社員2名が「直接中居氏から誘われて参加」したが、滞在中に「参加者から不適切な言動はなかった」としており、上記『週刊文春』や追随した一部スポーツ新聞の記事とは矛盾が生じている。また鶴瓶はこれより先の2023年9月、テレビ東京系トーク番組『きらきらアフロ』で「中居に呼ばれて、中居のとこでね、“BBQをしたい”って。（中略）俺とヒロミと何人かや」と発言。鶴瓶が肉を食べているとヒロミに「もう帰ろうや」と帰宅を促されたと語っている。
3月31日、性加害トラブルとフジテレビの関わりなどについて調査を委嘱された第三者委員会は、調査報告書を公表し、このBBQの会について「総じて和やかに飲食、歓談していた様子である」とする一方、トラブルがあった会合の2日前に同じ場所で開催されたBBQの会に被害女性が参加したことについては「フジテレビの業務として参加したと評価できる」とした。
女性Aは幹部Bなどが中居にペコペコしている姿を以前から見て従属関係を理解しており、中居主催のBBQの会への参加を拒否しづらく、一度表明した以上やむを得ず参加したと認めている。『めちゃ×2イケてるッ!』のディレクターだった松本泰治は、幹部Bが中居の「子分」だと述べ、Bは指示に沿って行動していただけと考察した。

### 2023年5月31日 - すし店での歓談
中居、幹部B、女性Aはすし店で、個室ではなく通常の4人掛けのテーブル席に付き、1時間程度、飲食しながら歓談した。
第三者委員会の調査報告書によると、女性Aは、幹部Bが「（二人は）つきあっちゃえばいい」といった軽口を行ったが、自身は「とんでもない」として即座に否定したと述べた一方、幹部Bはそのような発言をした記憶はないが、発言した可能性はある旨を述べている。
中居のマンション内かすし店のいずれかで、中居の求めにより女性Aは中居と連絡先の携帯電話番号を交換する。女性Aはこの連絡先の交換について、不安感はなかった旨を述べている。この連絡先交換にB氏は一切関与していない。3名は食事を終え、店を出てそれぞれ帰宅した。

### 2023年6月2日 - 中居と女性との間でトラブルが発生
BBQの会の開催から2日後の6月2日、中居はショートメールで女性Aに会食を持ち掛けるメッセージを送信した。
中居は他のメンバーを呼ぶ予定だと伝えてAを誘ったが、他の参加者はおらず、BBQの会が行われたのと同じ中居の自宅マンションで2人で会食し、トラブルが発生した。
第三者委員会はこのトラブルを「性暴力」と認定したが（後述）、その具体的な内容については当事者間の守秘義務が解除されず、一切明らかにされていない。また、第三者委員会は女性の人権とプライバシーを尊重するとして、女性が同意した範囲で報告書の記述をまとめており、「具体的な行為態様」は「明らかでない部分がある」としている。
報告書ではマンションに女性Aが向かうことが決定するまでの経過が判明している。6月2日12時11分、中居はこの日最初に女性Aにメッセージで「今晩、ご飯どうですか？」と送る。女性が19時に六本木での仕事を終えることを聞くと「はい。メンバーの声かけてます。また、連絡します。」と返答したが、実際は誰にも声をかけなかった。18時前、中居は「雨のせいか、メンバーが歯切れわるくいないです。 飲みたいですけど、さすがに2人だけだとね。どうしましょ。」「隠れ家的な、お店。自信はありませんが、探してみますね」と追加で送ったが、中居は店の予約を取ろうとしていなかった。
19時過ぎ、中居は「（仕事）終わりました。メンバー見つからずです～。 どうしよかね。2人だけじゃ気になるよね。せっかくだから飲みたいけど。」と連絡した。女性Aは、Bなどがいつも中居にペコペコしている姿を常に見ていたため、仕事上参加せざるを得なくなったと判断し、やむを得ず2人でもよいと返信した。すると中居は「お店のレパートリーが情けないですが乏しく...笑。どうしよかね。」「●●（地名）で飲みますか！この間の。なら、安心かもです。どうでしょ」として、5月31日に会合した自宅マンションに来るよう提案した。女性Aはこの提案の段階で少し嫌な気がしたという。
2025年2月27日発売号の『週刊文春』は「フジテレビ編成幹部A氏を独占直撃『中居さんの家は集まりやすくて…』第三者委員会は“フジの闇”に斬り込めるか？」と題する記事を掲載。これまで一貫して女性側の主張に沿った報道をしていた同誌が軌道修正し、初めて中居側の見解を紹介した。中居は「無理やりじゃなかったという認識。100%、同意だった」「行為後に彼女から交際を確認されるようなことを言われて言葉を濁してしまった。それで関係がこじれたのかも」と語ったことを、編成幹部Bの証言として報じた。ただ、この主張に関してメールなどの証拠はなく、女性の認識とは大きく異なるとしている。加えて中居の代理人弁護士は文春の取材に交際を確認するようなやり取り自体なかったなどと回答。前述の中居本人の主張を否定した。

### 2023年6月以降 - 事案発生後の女性の状況
性暴力を受けた直後の女性Aは、身体と精神が乖離し、生命の恐怖を感じるような症状があったという。当日に摂取した食事を見るだけで辛く、ニュースで死者の名前を読んでもショックを受けた。不眠などの症状にも発展した。
6月6日に女性Aはフジテレビの産業医に訴え、女性が信頼していたアナウンス室のE、Fにも翌日までに話をした。6月11日から一週間休み、20日から復帰したが、7月10日ごろ、産業医が入院が必要と判断、翌日に消化器内科に入院。7月末ごろ精神科に転科しPTSDと診断されて勤務上はリモートワークということにした。入院後に自傷行為を行ったことがあったが、9月上旬に退院し、自宅療養に移行した。
なお、8月22日にPTSDであることが記載された診断書が会社に提出された後、編成制作局長のGは女性Aの意図を調べようとFにメールを送ったが、Fは女性Aには医療上必要な時にしか面会できないと答え、Aへの確認を差し控えた。
2024年7月、女性Aは退職を表明する。これより先、Aはフジテレビの産業医に、社屋内に中居が掲載されたポスターが貼られており、復職できるだろうかと相談している。AはFらに、中居が出演を続けているため復帰できないなどと述べたが、港社長には報告されなかった。女性Aは海外渡航を予定しており、7月末での退職を希望していたが、手続きなどを理由に8月の退職となった。同じ時期に退職を申し出た他社員の退職の申出は速やかに受理されたことから、Aは口封じされたと感じて不満であった。Aが退職の挨拶をした際、港社長は自分が中居との問題を把握していることをAが知らないのではないかと考え、あえて違う話題を話した。

### 2023年6月以降 - 事案発生後のフジテレビ側の対応
当該事案発生後、フジテレビ側は速やかに報告を受けていたが、同社の編成制作ライン（編成制作局長、大多亮専務、港浩一社長）はあくまでプライベートでの個人間のトラブルと判断し、会社として中居側に対し、特に対策をとることはなかった。。当時のフジテレビ幹部は同社の「コンプライアンス推進室」に報告せず、情報共有しなかった。
港社長は女性Aが回復するまで中居を継続して番組に出演させることを選び、中居にヒアリングを繰り返すと、中居がAを攻撃しさらに追い詰めることや、中居のファンがAに対する誹謗中傷を行うことを恐れていたとしており、中居の女性に対する暴力的な性格を把握していた可能性が高いが、フジテレビ上層部の一連の判断は危険性を感じた衝撃による浅い思慮と第三者委員会は報告書の中で指摘した。このほか、文春などの報道後かなり早い段階である2025年1月中旬にはフジテレビの公式ウェブサイトでアナウンサーに誹謗中傷を行わないように注意喚起する案内が掲載されており、かつて同局で放送されていた『テラスハウス』で起きた女性タレントの自殺のような、生命にかかわる事態が発生することを会社として警戒していたことがうかがえる。
事案発生の翌月、7月13日にEからの報告で事態を把握した編成制作局長のG、人事局長のHも情報を共有しなかった。特にGはコンプライアンス推進室に報告する必要のない個人的なトラブルだと感じていたという。また、フジテレビと女性の連絡にFを経由したため、Fの負担も大きくなった。女性Aが「誰にも言わないでほしい」と希望していると報告を受けたGは上司の大多専務にも報告しなかった。
8月21日、Gがこの問題を「ひとりで抱えられなくなった」としてEとともに大多専務に伝えた。大多専務は驚いてすぐに港社長の部屋に向かい、報告。港社長が9月にかけて大多専務とGに口外しないよう伝え、2人は遂行することにした。
編成幹部Bは中居の番組出演を当時の編成のトップであるGに預けたとみなした。9月にBがGに報告した際にはBBQの会の状況や中居の「見舞金」を病院に持参したことなどは伝えなかった。Gは一連の問題を「口外するな」と指示した。
10月の改編で、レギュラー出演していた『めざましテレビ』から女性Aを降板させた（Aへの配慮からホームページには女性Aの名前を残した）。事前に同意を得るためFがAに連絡し、Aは「私からすべてを奪うのか」などと激しく泣いて訴えたが結局、番組降板を受け入れた。
2025年7月にフジテレビが放送した自己検証番組で、アナウンス部長のFは情報共有の範囲を社内の健康相談室の医師2人に限定した会社側の初期対応について、専門家が加わるべきだったとし「思いの至らなさがあった」と証言。被害女性に番組降板を伝えた際には「なんとか自分がつらい経験を乗り越えて生きてこうと思っている望みをプツン、プツンと切っていくことをやらなくてはいけないのは、本当にせざるを得ないのか…」と葛藤を告白した。港は「女性の気持ちに寄り添い切れず苦しめてしまったことは本当にお詫びしたい」、大多は「中居氏を守るつもりはなかったが、振り返ると守ろうとしていたふうにとられても仕方ない」と述べた。

### 2023年9月中旬頃まで - 中居によるショートメールの送信と金銭の交付、女性の拒否
7月12日、中居はBなどとこの件について連絡を始めた。中居と女性Aはこれ以前から、ショートメールを通じ、病状や治療の状況、金銭面の苦しさなどについてのやり取りを行っていた。次第に女性Aの病状が悪化、入院して治療を受ける中で、中居への対応が大きな負担となっていた。
7月26日、中居は女性Aに対し編成幹部Bを通じて100万円を「見舞金」として渡そうとしたが、病院がBから預かった袋を確認したところ封筒が入っていたため現金だと察知、女性Aは受け取らず、中居に返却した。主治医から、中居からの連絡を一切断つことが回復に必要であるとの見解が示され、8月1日、女性Aは中居に対し「治療に専念したいので、退院できる日が来るまでは連絡を差し控えていただきたい」という内容のショートメールを送信。その後、女性Aは中居に連絡していない。
中居側はその後も、女性Aが拒否の意思表示をしたにもかかわらず、9月中旬頃までの間、1週間に1回の頻度で女性Aに対して一方的にショートメールを送り続けた。

### 2023年11月〜2024年 - 示談の成立
2023年11月10日に中居は女性Aの代理人弁護士からこの性暴力に対する内容証明郵便を受領した。中居はBに連絡して弁護士を確保しようとしたが、Bはフジテレビ関係者のKしか思いつかないと言ったためそれに従った。
Kは港社長が2005年にバラエティ番組関連の相談業務を依頼した相手で、社員が携帯電話で相談できることから、港社長はKを「携帯弁護士」と呼び、フジが毎月相談料を払って雇っていた人物である。女性Aとも共演歴があったにもかかわらず中居の弁護側に就いたためFはショックを受けた。Kはのちにヒアリングに応じたが、中居が守秘義務解除に応じなかった。
弁護士同士の交渉を経て、2024年1月7日に示談を成立させた。女性が示談に応じたのは早く中居との関係を終わらせたかったからだという。
女性の退職後の2024年9月、中居がBに「了解、ありがとう。ひと段落ついた感じかな。色々たすかったよ。」とショートメールを送り、Bは「例の問題に関しては、ひと段落かなと思います。引き続き、何かお役に立てることがあれば、動きます！」と返答した。

### 2024年8月～ - 中居の出演番組の終了決定、週刊誌の報道
女性Aの退職後、BとGは方針を変え、中居が司会を務める『だれかtoなかい』を2024年度いっぱいで終わらせることとし、8月上旬頃にGが矢延隆生編成制作局担当取締役に相談し了承を得て、港社長も承諾。11月にBが中居に相談し番組終了が了承された。12月中旬に番組終了が報道で明るみとなり、後述するセブンと文春の報道を受け、予定より約3ヶ月早く12月15日の放送を最後に番組は終了した。
12月19日発売号の『女性セブン』と12月26日発売号の『週刊文春』による報道で問題が明るみに出た（詳細は後述）。

### 第三者委員会の判断と中居の守秘義務解除拒否
第三者委員会はこの件を「CX（フジテレビ）の有力取引先である有名タレントによる女性Aに対する性暴力、人権侵害行為」で、取引先の関係がBtoBであっても「取引先から社員に対する人権侵害であるため、カスタマーハラスメント」と結論付けた。
第三者委員会は中居がどのような内容の性暴力を行ったのかについては調査範囲に入れず、その前後の経緯で性暴力について判断する立場をとった。中居側は女性A側と守秘義務解除についての交渉を行っていたが、女性A側の「守秘義務の履行については懸念するところがある」と、次第に態度が慎重になり、2025年2月21日までに守秘義務解除の拒否を宣言した。

### その他フジテレビ編成幹部Bに対する疑惑
フジテレビの編成幹部Bについては、中居正広をはじめ大物タレントに取り入ることを目的に、女性アナウンサーを"献上品"のように扱ったと疑われても仕方がない「女子アナ上納接待」を常態化させていたなどの疑惑が報じられた。
2025年1月27日付の『スポーツニッポン』は1面で「フジ幹部手引き 他局女子アナも中居接待」と題し、フジテレビ編成幹部Bが他局の若手女性アナウンサーを中居との会食に同席させていたと報じた。
会食は中居と女性アナウンサーのトラブルの1か月前の2023年5月7日、フジテレビ編成幹部Bがセッティングし、場所は都内の飲食店。Bのほか、中居と人気男性タレントが出席。他局の若手女性アナウンサーの他、「フリーの若手女性アナウンサーらが招集されていた」としているが、その情報源に関する記載は一切なく、一方でセンセーショナルな表現を繰り返し用いた。

　会食は演出がかっていたのが特徴で、参加女性たちは編成幹部の合図によって部屋に1人ずつ入室し、中居氏と男性タレントに紹介された。女性アナは中居氏の隣に座るよう指示されたという。
　会食は男性タレントが「ヤラせてくれよぉ〜」と冗談交じりに性行為を懇願するような発言をするなど、ボディータッチは当たり前のかなり砕けた雰囲気だったという。
　女性アナは危険を察知したのか「翌日も仕事がある」と言い、誰よりも早く午後9時ごろに1人で店を抜け出し、何事もなく帰宅。話を聞いた関係者は「編成幹部は幹事として全ての参加者が見渡せる“お誕生日席”に座り、中居氏らタレントが楽しんでいるか、目を光らせていたそうです」と現場の状況を説明した。

2月21日、TBSテレビは社内調査結果を発表。同局の女性アナウンサーがこの会食に参加していたことを確認したと表明。このアナウンサーは「フジテレビ編成幹部から直接、誘われて参加した」「会食時に自分に対する性的言動はなく、他の女性に対する性的言動は見聞きしていない」「予め遅くまではいられないと伝えており、実際に途中で帰宅した」「中居氏と食事をしたのは、この1回だけである」と証言。スポニチの記事と食い違いが生じている。

## 初報から1度目の記者会見まで

### 2024年12月19日 - 女性セブンによるスクープ
2024年12月19日発売の『女性セブン』が「中居正広 巨額解決金乗り越えた女性深刻トラブル」と題した記事を掲載する。
2023年6月初旬、タレント（当時）の中居正広の自宅マンションで行われた食事会にて、中居が芸能関係者X子の女性との間でトラブルを起こしたことを報じた。記事の中で、女性がフジテレビに関連した仕事に従事していたこと、この食事会がフジテレビ編成幹部社員のA氏が「中居（さん）に声をかけた飲み会」であり、当日はA氏がドタキャンしたと報じた。
「実は、中居さんのトラブルにはA氏が関与しているとされ、そのA氏が深く関わっていた2つの番組の打ち切りが偶然に一致したことから、さまざまな噂が飛びかったのです」（芸能関係者）
（略）
ことの発端は23年にA氏が中居（さん）に声をかけた飲み会だったという。
（略）
「当初は、中居さんとA氏、A氏が呼んだ芸能関係の女性の3人で会食する予定だったが、急にA氏が行けなくなったと言い出したため、中居さんと女性の2人だけで始めることになった」

### 12月25日 - スポーツニッポンの報道、被害女性についての臆測
12月25日発売のスポーツニッポンが被害女性を「当時放送局に勤務していた」などと報道。ネット上で女性について臆測が広がる。

### 12月26日 - 週刊文春の第一弾
12月26日発売の『週刊文春』が「中居正広9000万円SEXスキャンダルの全貌」と題した記事を掲載し『女性セブン』よりも踏み込む形で「『A氏に仕組まれた』と感じた彼女」など、編成幹部Aが主導したことを前提とした記述が続いていた。
さらに、編成幹部Aへの突撃取材を行っており、文春記者の「X子さんは『Aさんから飲み会に誘われて断れなかった』と認識している」との問いかけに対し、Aは「いえいえ。全然」「あの、間違ってる」などと否定している。
この記事については後述の通り、第二弾記事で「X子さんは中居に誘われた」「A氏がセッティングしている会の”延長”と認識していた」と訂正が行われている。
　X子さんの知人が打ち明ける。「あの日、X子は中居さん、A氏を含めた大人数で食事をしようと誘われていました。多忙な日々に疲弊していた彼女は乗り気ではなかったのですが、『Aさんに言われたからには断れないよね』と、参加することにしたのです」

　なぜなら、XさんにとってA氏は仕事上の決定権を握る、いわば上位の立場にあった。

### 12月27日 - フジテレビ、食事会への幹部社員の関与を否定
一連の報道を受け、フジテレビは外部の弁護士の助言の下、社内調査を実施した。関係者への聞き取りや通信履歴等の調査を行い、事実関係の確認を行った（2025年1月27日記者会見でのフジテレビ上野陽一広報局長の発言）。
この調査に基づき、フジテレビは12月27日、公式サイト上に「一部週刊誌等における弊社社員に関する報道について」との声明を発表し、当該食事会へのAの関与を否定した。

このたび一部週刊誌等の記事において、弊社社員に関する報道がありました。

内容については事実でないことが含まれており、記事中にある食事会に関しても、当該社員は会の設定を含め一切関与しておりません。

会の存在自体も認識しておらず、当日、突然欠席した事実もございません。

発行元に対してもその旨伝えておりました。
その他、プライバシーに関することは控えさせていただきます。
一方で、出演者などステークホルダーとの関係性のあり方については改めて誠実に向き合い、弊社のコンプライアンスガイドラインの遵守により一層努めてまいります。
なお、今回の件に関して、SNS等で弊社社員および関係者に関する憶測による記事・投稿が見られます。

誹謗中傷や名誉棄損に繋がる内容は看過できかねますので厳にお控えください。

### 2025年1月8日 - 週刊文春の第二弾
年が明けた2025年1月8日に発売された『週刊文春』が「X子さんの訴えを握り潰した『フジの3悪人』」と題した記事を掲載した（後にタイトルは「中居正広『9000万円女性トラブル』X子さんの訴えを握り潰した『フジテレビ幹部』」へと変更されている）。
事案の発生直後、被害女性とされるX子自ら編成制作局アナウンス室部長（当時）を務めていた佐々木恭子アナウンサーに相談したものの、その上司であるアナウンス室長や編成制作局長らの幹部（役職はいずれも2023年6月当時）により「訴えを握り潰した」と報じ、佐々木アナのみ実名で報道した。なお、フジテレビ側は「女性の様子の変化に気づいた社員が声をかけ、話を聞いた」（1月17日のフジテレビ定例社長会見での前社長・港浩一の発言）としており、双方の見解にズレがある。
第二弾記事では「女性の知人談」として「あの日、X子さんは中居さんからA氏を含めた大人数で食事をしようと誘われていました」と食事会に誘導したのは中居であると明記。さらに、女性自身の言葉として「Aさんがセッティングしている会の"延長"だったことは間違いありません」と修正したが、一切告知をしなかった。
この日、フジテレビは『だれかtoなかい』の放送休止を発表した。他局の中居の番組でも中居の出演シーンのカットや放送見合わせが行われた。

### 1月15日 - 週刊文春の第三弾
1月15日発売の週刊文春が「中居正広『9000万円女性トラブル』新たな被害者が爆弾告白『私もフジテレビ編成幹部によって“献上“された』」と題した記事を掲載した。
第三弾記事では、「全容を知る」とされる「女性の知人」の話として「中居さんから『みんなで鍋パーティをやろう』と誘われました」と、誘ったのは中居であると改めて明記した。第一弾記事の「Aさんに言われたからには断れない」「『A氏に仕組まれた』と感じた彼女」などの証言についての訂正はなかった。

## 1月17日 - フジテレビ社長・港浩一の定例会見
1月17日15時、フジテレビ社長の港浩一が、2月に予定されていた定例会見を繰り上げ、本件に関する記者会見を本社10階の大会議室で行った。
会見は約1時間45分に及んだ。中居の件に関してトラブル発生直後の2023年6月に既に把握していたことを明らかにした。
記者会見では「回答を差し控える」を連発。一連の「性上納」疑惑については「社員の関与はなかった」と説明し、港は「私はなかったと信じている」と語った。さらに、港がフジテレビの社員は何も悪いことをしていないと信じているなどと述べたことが『インデペンデント』によって明らかになっている。
常務の石原正人が「（日弁連の）ガイドラインに基づく第三者委員会ではないと思う」とした上で、事実関係を確認し会社の対応が適切だったのかを検証するため、第三者の弁護士を中心とした調査委員会を立ち上げると発表した。フジテレビはこの時点で既に、日弁連のガイドラインに基づく第三者委員会の設置を決定していたが、取締役会での正式な決議前だったため、意図的に含みを持たせた表現が用いられた。当時会長を務めていた嘉納修治は、のちに「事務方から第三者委員会の弁護士として竹内弁護士の名前が上がり、挨拶に伺った。その際取締役会の決議があって第三者委員会のスタートとなるのでそれまでは第三者委員会とは言わないでほしいと言われた」と説明している。
港は調査委員会の調査対象には自身も含まれると明らかにした。港は1980〜90年代にバラエティー番組を制作していた当時、今回の騒動の舞台となった「食事会」を定番化させており、事件の温床を作った当事者のひとりとして調査対象となった要因とみられる。

### 会見の内容を巡る批判
トラブルの発生当時、中居がレギュラー出演していた『まつもtoなかい』について、港は急に番組を打ち切りにすると臆測が生じることを懸念したため、終了のタイミングを探っていたと説明した。しかし、トラブルを把握してから約半年後の2023年12月に同番組にレギュラー出演していたお笑いタレントの松本人志が女性トラブルを起こしていた問題を『週刊文春』が報じていたため、この時点で番組を打ち切ることができたのではないかという指摘や、その後も複数の番組に中居を出演させていたことへの批判も起こった。

### 会見の方法を巡る批判
この記者会見は新聞社などが加盟する記者クラブの要請に基づいて開催した。参加は19社33人だった。参加者を「ラジオ・テレビ記者会」「東京放送記者会」の加盟媒体に限定し、加入していない週刊誌やネットメディア、海外メディアなどの参加は認めず、日本放送協会（NHK）や在京民放テレビ各社（TOKYO MXを除く）はオブザーバーとして各社1名が会見に参加できたものの質問はできなかった。中継や動画撮影は禁止、写真撮影は会見冒頭のみ許可され、会見内容の情報解禁は会見終了後とされた。そのため、フジテレビを含めたテレビ各局は、会見の様子を写真のみで伝え、一部で「紙芝居会見」と揶揄される事態となった。『文春オンライン』によると、会見に消極的な意向を示していた港に加え、日枝久に近い、常務取締役の石原正人が公開の会見に抵抗し、一部の取締役の反対を押し切って、このような方法を決定したという。夕方のニュース番組『Live News イット!』のチーフプロデューサー渡辺貴は会見のあり方について内部でギリギリまで交渉する動きがあったとし「他局に早く、詳しく報じられたら恥ずかしいということが頭にあった。どこよりも詳しく長く、しっかりやるべきだという方針」で内容を速報したと明かした。
このため、報道各社や世論から批判が集まる事態となった。フジテレビ社員やOBも局の姿勢を批判しており、同局アナウンサーの宮司愛海は『Live News イット!』で「会見は社員を含めて、全面的に公開はされなかった。社員に対する説明も真摯に行って、それも真摯に公表してほしい」と述べたほか、かつて同局で報道記者・ニュースキャスターを務めた神奈川県知事の黒岩祐治も「当然中継されると思っていたので、中継がなくびっくりした。映像もないと聞いて愕然とした」とコメントしている。
会見後、日枝はFCGビル20階の自室で港にねぎらいの言葉をかけたという。しかし翌日、港はトヨタ自動車の幹部から対応のミスを指摘され、日枝もCMの見合わせに気付き部下を𠮟責した。
インターネット署名サイトのChange.orgでは、同月19日に元朝日新聞社員で琉球新報編集委員の南彰を発起人とする「フジテレビに記者会見の『やり直し』と、徹底した真相解明を求めます」と題したスレッドが立ち上げられ「1月17日の不公正な記者会見について謝罪し、参加制限や映像制限のない公正で開かれた記者会見を速やかに実施し、現時点で把握している事実関係を詳細に説明すること」などを要望する署名運動を開始し、各放送局の記者や著名人なども署名に応じた。
民放各社の労働組合でつくる民放労連、新聞労連、出版労連などメディア関係の労働組合でつくる日本マスコミ文化情報労組会議（MIC）は21日、「権力監視を担う報道機関として、使命や責任を放棄したに等しい」との抗議声明を出した。「疑惑に真摯（しんし）な説明が求められる。会見はオープンな形で行うよう要求する」と訴えた。
フジテレビが7月に放送した自己検証番組ではこの会見が取り上げられた。港は「定例社長会見が1月31日に予定されてましたから、それの前倒しという形を取ろうと。それでしたら、毎月のようにやっていますから、限られた準備期間の中でも、読めるかなというふうに（考えた）」とした。当時のコンプライアンス推進室長の坪田譲治は「突如ですね、えっと、20日もしくは21日の記者会見が17の日に前倒しになるというような話を聞いて非常に驚きました」「いろんな状況が外的な要因で前倒しになっていくと」「丸2日ない状況っていうのは、あまりにも拙速だとというふうに私は感じました」と証言。会見に出席した当時の報道担当専務の小林毅も事情を知らされていない状況だったという。テレビカメラを入れないことに対し、社内から反対の声も上がったが、港は「テレビカメラを入れるとAさん（被害女性）に悪影響を与える恐れがある」とし、判断を変えることはなかったという。港は「“ああ、これはちょっと判断ミスをしてしまったな”というふうに思いました」と述べた。また会見当日に『Live News イット!』でこの会見を報道した際、「フジテレビ社長謝罪」とのテロップを「フジ社長説明」に変更した件について小林は同じ番組で「誰に対する謝罪なのかっていうことなんですよね。これまで説明してこなかったことに対するおわびなんですよね。それを謝罪会見という言い方で捉えるのは違和感ありましたね」と証言。港も「『謝罪』というのがいきなり前面に出てくるのは『説明』を主体に置いた会見としてはどうなんだろうという話をしまして」と述べ、経営陣の意向であったことが裏付けられた。

### 社員の反応や番組制作への影響
フジテレビでは民放としては加入率が低かった労働組合への加入が急増し、アナウンサーからも数人が加入した。
1月20日放送の『めざまし8』で本問題を取り上げた際、同局アナウンサーの酒主義久は涙を見せたが、これに対する世論からの批判も出た。
報道の過熱を受け、同局アナウンサーは直撃取材を避けるため、出社や帰社時のタクシー利用が義務づけられた。2015年に経費削減などのため深夜帯、早朝帯以外のタクシー利用を禁止し、乗車する場合も相乗りが推奨されたのとは真逆の対応となる。
影響は制作現場にも及び、脚本家の三谷幸喜やタレントの山里亮太は番組のロケーション撮影を拒否されるなどの支障が発生していると情報番組でコメントした。
同社アナウンサー（OG含む）への誹謗中傷やデマの拡散も相次ぎ、名指しされたアナウンサーらが否定する事態となった。フジテレビも法的措置を検討していると表明した。

## 1月18日～ - CMの差し止め・公共広告への差し替えなど
1月17日の記者会見以降、日本生命保険やトヨタ自動車を皮切りに多くのスポンサーがフジテレビへのCM出稿を見合わせる動きが急速に進んだ。FMHの大株主であるヤクルト本社もCMの放送を差し止めた。これらのCMはACジャパン、日本広告審査機構（JARO）、日本民間放送連盟（民放連）などの公共広告に差し替えられた。1月18日から20日までにACジャパンに差し替えられたCMは350本を超える。2月に週刊ダイヤモンド（ダイヤモンド社）がフジテレビへのCM出稿企業435社に対して行ったアンケート調査によると、全体の半分近くとなる200社以上の企業がフジテレビへのCM出稿を見合わせた。
TBS『調査報道デジタル』の取材によると、スポンサー各社はフジテレビの会見前から対応を検討しており、港のテレビカメラ抜き会見は「最後の決定打」に過ぎなかったという。大手企業A社の広報担当者は、「フジテレビの最初の会見の数日前には、弊社の人権方針に基づきCM差し止めの方向で社内協議はほぼ終わっていました。会見は判断を裏付ける程度のもので、広告代理店とも方針を共有し、他の企業も同様の動きを取っていました」と述べた。
このCM出稿中止及び差し替えにより、以下の影響が発生している。
- 日曜夕方の長寿アニメ番組『サザエさん』では、会見の前週の1月12日に8社あったCM出稿が19日には4社に半減[96]。通常行われない同作の予告CMも放送された[97]。同月26日の放送では西松屋のみのクレジット・CM放映となったが[98]、28日にはSNS上でも西松屋を馬鹿にする人が増えたため西松屋もCM出稿見合わせを発表した[99]。2月2日放送回のオープニング・エンディングの提供クレジットが表示される場面では磯野家の玄関の前をタマが横切るシーンが流れ[100]、ネット上では「サザエさん」がトレンド入りする事態となった[100]。なお、原作の著作権を管理する長谷川町子美術館はすぐに放送中止にする方針はないとしている[101]。
- 同じく日曜夕方に放送されるアニメ『ちびまる子ちゃん』でも1月26日の放送で提供クレジットが表示されず[98]、本来提供クレジットが表示される場面では本編から抜粋された静止画が流れた[102]。2月16日放送分からは塾会社の個別指導キャンパスが提供に入ったが[103]、3月30日からは再びノンスポンサーとなった[104]。
- また、1月21日放送の火9ドラマ『アイシー〜瞬間記憶捜査・柊班〜』第1話ではスポンサーが表示されなかった[105]。
- CM総合研究所によると、1月20日から2月19日の間に関東地方で在京民放キー5局が放映したCM銘柄別放送回数調査でACジャパンが2位[注釈 7]以下を大きく引き離して11,999回で1位となったほか、3位には民放連（1,715回）、7位にはフジテレビ系の動画配信サービスであるFOD（807回）、9位にはJARO（755回）と、フジテレビによるCM差し替えの影響によるものと思われる公共広告や自局サービスの宣伝CMの出稿回数が急増する結果となった[106]。
- フジテレビで取り止められたCMは他の在京民放キー局へ流れた[107]。テレビ朝日取締役の橋本昇は5月の定例会見で、フジテレビからの振り替えによるCM出稿が4月以降に増加していることを認め「フジテレビに対しての出稿がなかなか難しいっていう思いが浸透してきている。このままフジテレビが使えるかどうか待ってたんではマーケティングプランが計画通りいかないという判断があっての現状だと思う」と述べた[108]。

### フジテレビでのCM放送を取りやめた企業・団体
1月18日（1回目の会見翌日）〜1月27日（2回目の会見当日）までに取りやめを表明・取りやめが判明した主な企業や団体は以下のとおり。
- 18日：日本生命、明治安田生命、アフラック、NTT東日本、トヨタ自動車[109][110]
- 19日：第一生命[111]、花王[112]
- 20日：日産自動車、三井不動産、ダイハツ工業、セブン&アイ・ホールディングス、日本マクドナルド、JR東日本、ローソン、三菱地所、住友不動産、ライオン、イオン、キリンホールディングス、アサヒビール[113][114][115][116][117][118][119][120][121][122]、マツダ[123]、ヤクルト本社[注釈 8][124]
- 21日：日本中央競馬会[125]、任天堂、ソフトバンク、伊藤園、ロッテ、オリエンタルランド[126][127][128][129]、キッコーマン[130]、塩野義製薬（シオノギヘルスケアを含む）[131]
- 22日：P&Gジャパン、大和証券グループ本社[132][133]、ボートレース振興会[134]
- 23日：NTTグループ（NTTドコモ[注釈 9]、NTTコミュニケーションズを含む）[135]
- 24日：アイリスオーヤマ[136][注釈 10]、TOTO、ジャパネットホールディングス[138]、2025年日本博覧会協会[139]

### CM差し替え・引き上げに対する異論
第三者委員会の調査結果が明らかになっていないにもかかわらず、臆測の段階でCM差し止めを行う動きへの懸念や、異論も上がった。
- 桜美林大学准教授でマーケティング・コンサルタントの西山守は「フジテレビを潰したほうが良いという意見もあるが、自分はフジテレビに対して十分な対応を行うことを求めるのが重要だと思う」とする私見を述べた[140]。
- 高須クリニック院長の高須克弥は「真実が明らかになるまでCMは変えない（取りやめない）」と述べた[141][142]。
- ベリーベスト法律事務所代表弁護士の酒井将は「国のB型肝炎などの給付金制度の告知も兼ねているので安易に差し止めるべきではない」などの理由で、CMの放送を継続するとした[143]。
- 通販会社・夢グループ社長の石田重廣は「原因究明、再発防止、謝罪を行って、未来あるフジテレビになってほしい」としつつ「番組もしっかりしているし、幼い頃からフジテレビを見てきた。ずっとお世話になっている局ですから」とCM出稿を継続する意向を示した[144]。
- 給湯器の設置などを手掛けるキンライサーは、CMの放送再開を発表[145]した際「いまだ議論の余地が残る点もあることを理解している」としつつ「フジテレビの中で誠実にこの問題に向き合い、より良い未来を築こうと努力されている方々がいる」と説明[146]。ただし第三者委員会の調査結果の内容次第で再びCM差し止めをする可能性について「当然ある」とした[147]。

### 一社提供番組への影響
フジテレビ系列のBS局のBSフジを含め、一社提供の番組にも影響が及んだ。1月28日には『Live News&天気』が代替番組として編成され、2018年3月末に廃止されたスポットニュースが約6年10か月振りに復活するという出来事も起きている。以下では主な一社提供番組の状況を記載する。
| 番組名                                    | 制作局     | スポンサー                    | 影響                                                                                               | 出典                            |
| ----------------------------------------- | ---------- | ----------------------------- | -------------------------------------------------------------------------------------------------- | ------------------------------- |
| くいしん坊!万才                           | フジテレビ | キッコーマン                  | 放送の見合わせ                                                                                     | [ 149 ] [ 150 ] [ 151 ] [ 152 ] |
| おいしい記憶きかせてください              | BSフジ     | キッコーマン                  | 放送の見合わせ、2月15日以降放送予定だった分からキッコーマン公式YouTubeチャンネルでの独占配信に変更 | [ 149 ] [ 150 ] [ 151 ] [ 152 ] |
| ミュージックフェア                        | フジテレビ | 塩野義製薬                    | 番組内での社名表記の削除を要請、ACジャパンへのCM差し替え                                           | [ 153 ] [ 154 ]                 |
| 地球との約束〜心に刻む景色〜              | フジテレビ | INPEX                         | 放送の見合わせ、その後打ち切り                                                                     | [ 155 ] [ 156 ]                 |
| フューチャーランナーズ〜17の未来〜        | フジテレビ | MS&ADインシュアランスグループ | 提供表示の取りやめ、その後放送の見合わせ                                                           | [ 157 ]                         |
| MLB SHOW-TIME                             | フジテレビ | ディップ                      | 提供の取り下げ、その後放送の見合わせ                                                               | [ 158 ] [ 159 ]                 |
| おふくろ、もう一杯                        | フジテレビ | 東洋水産                      | 放送の見合わせ                                                                                     | [ 160 ] [ 161 ]                 |
| 街角パレット〜未来へのたからもの〜        | フジテレビ | MIRARTHホールディングス       | 放送の見合わせ                                                                                     | [ 162 ] [ 163 ]                 |
| 1Hセンス                                  | フジテレビ | メルセデス・ベンツ            | 放送の見合わせ                                                                                     | [ 161 ]                         |
| BOAT RACEプレミア 〜ハートビートボート+〜 | BSフジ     | BOAT RACE振興会               | CM出稿の差し止め、その後改題しBSテレビ東京に移動                                                   | [ 134 ] [ 164 ]                 |

### イベントへの影響
| イベント                                                                                 | 開催（予定）日       | 影響 | 出典                    |
| ---------------------------------------------------------------------------------------- | -------------------- | --- | ----------------------- |
| 日本大相撲トーナメント（フジテレビが主催）                                               | 2月9日               | 公式サイトから協賛企業3社の掲出を削除（のちに協賛企業からの辞退と判明） フジテレビ・文化放送での中継取り止め                                         | [ 165 ] [ 166 ] [ 167 ] |
| フジテレビ賞スプリングステークス                                                         | 3月16日              | フジテレビが寄贈辞退、競走名を変更 | [ 168 ]                 |
| アクサレディスゴルフトーナメント                                                         | 3月28日から30日      | フジテレビとBSフジが後援を辞退 中継番組の制作局がテレビ宮崎（制作著作）と関西テレビ（制作協力）に変更、FNS系列局からフジテレビとBSフジを除外して放送 | [ 169 ] [ 170 ]         |
| フジサンケイグループ広告大賞                                                             | 4月（授賞式）        | 第54回が開催中止 | [ 171 ] [ 172 ]         |
| フジサンケイレディスクラシック                                                           | 4月25日から27日      | 第43回が開催中止 | [ 173 ]                 |
| （大阪・関西万博）ぽかぽかプレゼンツ!SHOW-WA&MATSURIスペシャルライブ（フジテレビが主催） | 5月18日              | 万博での開催を中止 同日に大阪府の別の施設で代替公演を開催                                                                                            | [ 139 ] [ 174 ] [ 175 ] |
| 宮里藍 サントリーレディスオープンゴルフトーナメント                                      | 6月12日から15日      | FNS系列各社とフジサンケイグループが主催と後援を辞退 中継番組の制作局が関西テレビに変更、FNS系列局からフジテレビを除外して放送                        | [ 176 ]                 |
| （大阪・関西万博）ブルボンPresentsめざましクラシックスコンサート（フジテレビが主催）     | 6月29日              | 開催中止 | [ 139 ] [ 177 ]         |
| お台場冒険王（フジテレビが主催）                                                         | 夏                   | 2025年の開催を見送り | [ 178 ]                 |
| NEC軽井沢72ゴルフトーナメント                                                            | 8月15日から17日      | FNS系列各局での中継番組の放送を中止 | [ 179 ]                 |
| 出雲全日本大学選抜駅伝競走                                                               | 10月13日             | 冠スポンサーが富士通Japanから前田道路に変更 | [ 180 ]                 |
| 東京お台場トリエンナーレ（フジテレビなどの実行委員会と東京都が共催）                     | 10月18日から12月25日 | 現体制での開催を見送り | [ 181 ] [ 182 ]         |

### 業績への影響など
1月24日、フジテレビはACジャパンに差し替えたテレビCM枠や2月以降の契約済みのCM枠の料金を請求しない方針であることをスポンサー企業に通知した。
広告料金の返還に応じた際の損失額をフジテレビ内部で試算したところ、1 - 3月期のCM差し止め分で「マイナス200億円」となる可能性が出た。また、4 - 9月期のCM差し止め分で、さらに700億円ほどが消えると報じられた。なお、フジテレビの広告収入は年間1473億円（2023年度）で、フジテレビの売上の約6割を占めている。
1月24日、格付投資情報センターはフジ・メディア・ホールディングスと子会社のサンケイビルの格付け見通しを「安定的」から「ネガティブ」に下げたと発表した。
東京商工リサーチによると、フジ・メディア・ホールディングスとの間で取引関係にある事業者は2025年1月時点で9,654社に及び、これらの企業への影響が危惧されている。
これらの事象は各社が一連の報道内容等をコンプライアンス面などを含め、総合的に勘案したことに加え、前述の港の記者会見が一部メディアの参加を認めなかったことが「閉鎖的」と批判を受けた事も影響したとの指摘がみられる。経済評論家の加谷珪一はこの動きについて、最初にCM出稿差し止めの方針を示した日本生命、トヨタを例に挙げ「トヨタはだれもが知る日本の巨大企業で製造業のトップで、次に日本生命なんですよね。実は日本生命の会長は次期経団連会長に内定しており、財界トップということになる。この2社がまず真っ先にこの方針を出したのは影響が大きく、他の企業に一気に広がったことのひとつの要因にはなっているのではないか」と分析している。
チャネルが発行している広告情報誌『企業と広告』2025年6月号の「プライムタイム提供スポンサー・扱広告会社」のフジテレビのページには「フジテレビセールス番組に限り、継続中の提供スポンサーを含め、広告主・広告会社名等を当面掲載しないことにしました」と記載されている。

### 系列局への影響
フジテレビ系列（FNS）の各局にも影響が及び、フジテレビ制作番組に出稿するCM（ローカルセールス）を差し替える動きが広がった。
系列局でCM差し替えを行った主な企業・団体は以下の通り。
- 北海道 - 北海道電力、よつ葉乳業、北海道銀行[194]
- 東北 - ヨークベニマル[195]、東北電力[196]、秋田県[197]
- 中部 - 中部電力[198]、INPEX[199]
- 近畿 - 関西電力、大阪ガス[200]
- 四国 - 四国電力[201]
- 九州 - 九州電力、西部ガス、JR九州[202][203]、九電工、ふくおかフィナンシャルグループ、西日本鉄道[204]

FNS系列局で自社制作番組や他系列制作番組を放送する場合、フジテレビへのCM出稿を中止している企業であっても、そのCMが放映される例が多いが、系列局の自社制作番組も含め全てのCM契約を取り下げる企業もあり、対応が分かれている。
- 大阪ガスと関西電力がカンテレへのCM出稿を取り下げる際、関西電力はフジテレビ制作番組分のみを対象としたのに対し、大阪ガスは1月25日を以てカンテレ制作番組を含め全てのCM放映を取り止めた[200]。大阪ガスは2月15日からカンテレ制作番組のCM放映に復帰[209]。

一連の報道を受け、FNS各局は相次いで声明を発表。
- 北海道文化放送「視聴者の皆様、取引先をはじめ多くの皆様に、多大なるご心配をおかけしておりますことを深くお詫び申し上げます」今回の件を受けて社内調査を行い「アナウンス部の社員らに聞き取り調査をしておりますが、現時点では問題はございませんでした」
- テレビ宮崎「改めて社員・スタッフへのアンケート調査を行っており、情報共有の徹底とコンプライアンス体制の強化につとめてまいります」
- テレビ静岡「全社員を対象にした匿名による『社内アンケート調査』を行い、一層の環境整備に取り組んでまいります」
- 鹿児島テレビ放送「このような状況下でも、視聴者やクライアントの皆様方から励ましのお言葉をいただいており、社員一同頭が下がる思いでいっぱいです」
- テレビ西日本「視聴者の皆様、取引先をはじめ多くの皆様に多大なるご心配をおかけしておりますことを深くお詫び申し上げます」「改めてコンプライアンス体制の強化、内部統制の徹底を図り、透明性の高い企業運営に努めてまいります」[211]
- 長野放送「視聴者の皆様、取引先の皆様をはじめ多くの皆様に、多大なるご心配をおかけしております」「今回の事態を重く受け止めると同時に、役員、社員およびスタッフ一人ひとりが強固なコンプライアンス意識と高い倫理観、責任感を持って、良質な番組の放送や地域への貢献活動に尽力することにより、今後とも県民の皆様から信頼される放送局であることを目指して努力していく所存です」[212]。
- テレビ愛媛「視聴者・スポンサーほか関係する多くの皆様に多大なるご心配をおかけしております」「視聴者の皆さまの信頼を損なわないようコンプライアンスのさらなる強化につとめ、公共放送の使命を自覚し、愛媛県エリアの地域社会の発展に引き続き尽力してまいります」[213]。

民間放送教育協会（民教協）加盟局が制作する『日本のチカラ』と2月11日に放送の『第39回民教協スペシャル・時給10円という現実 〜消えゆく農民〜』（山形放送制作）では、フジテレビ系列局への広告放送を取りやめた企業がスポンサーに含まれていたため、フジテレビ系で民教協に加盟している福島テレビと沖縄テレビでは、幹事局のテレビ朝日から提供クレジットとアナウンスの入っていない素材の提供を受け、自局でクレジット・アナウンスを挿入、一部CMのACジャパンへの差し替えを行った。
この問題は系列局の2025年3月期決算で業績を直撃。鹿児島テレビは1969年4月の開局以来初の営業赤字。テレビ西日本は最終利益のマイナス幅が在福民放5局の中で最大。関西テレビは3億円の減収。NST新潟総合テレビは前年同期比11.1％の減収、16.6％の減益。

#### 各局別の影響
- 北海道文化放送：道内の複数の企業がフジテレビ制作番組のCM放映を見合わせ[218][219]。
- 岩手めんこいテレビ：複数の企業がフジテレビ制作番組のCM放映を見合わせ。ローカル番組も含めた差し止めを行っている企業もある[220]。
- 仙台放送：東北電力をはじめ、複数の企業がフジテレビ制作番組のCM放映を見合わせ。仙台市ガス局がローカル番組も含め差し止め[221]。
- 秋田テレビ：県外企業約20社がCMを差し替え[222]。秋田県がフジテレビ制作番組のCM放映を取り止め。
- さくらんぼテレビ：県内企業3社を含めた複数の企業がフジテレビ制作番組のCM放映を見合わせ[223]。
- 福島テレビ：スポンサー27社（うち県内企業3社）がCM放映を見合わせ[224]。筆頭株主の福島県は「見直す予定はない」とした[225]。
- NST新潟総合テレビ：1月18日から21日までの4日間で16社がCMを見合わせ[226]。
- 長野放送
- 富山テレビ
- 石川テレビ
- 福井テレビ
- テレビ静岡：スポンサーに対し営業担当が社の立場を説明[227]。
- 東海テレビ：スポンサー離れにより3月までに数億円の損失[228]。1月から2月には全体の15%程度のCMを差し替え、3月分も5％程度を差し替え[229]。
- 関西テレビ：自社制作のローカル番組について数社、フジテレビ制作の番組、ローカル、スポット含めると30数社からCMの差し替えや提供クレジット表示の中止などの依頼。営業成績について、1月から3月までは、前年より約3億円減収。4月単月でも前年比7割程度の営業売り上げの見通し[230]。
- テレビ新広島
- 山陰中央テレビ
- 岡山放送：四国電力をはじめ、複数の企業がCM放映を見合わせ。
- テレビ愛媛：四国電力をはじめ、複数の企業がCM放映を見合わせ。
- 高知さんさんテレビ：四国電力をはじめ、複数の企業がCM放映を見合わせ。
- テレビ西日本：九州地盤の複数の会社がフジテレビ制作番組のCM放映を見合わせ[231]。
- サガテレビ
- テレビ長崎：CMを控える企業はあるが、件数や具体的な内容は公表を控えた[232]。
- テレビ熊本
- テレビ大分：フジテレビ制作の番組でCMをACジャパンに差し替え[207]。
- テレビ宮崎
- 鹿児島テレビ：1月23日までに鹿児島本社と東京、大阪、福岡の支社で契約する全てのCMの約2%にあたる15社分を差し替え[233]。
- 沖縄テレビ：1月24日正午時点で22社からCMの差し替え依頼。1回目の会見後に依頼が相次いだ[234]。

### 政官界の反応

#### 政府・国会
- 総務大臣の村上誠一郎は1月21日、独立性が確保された形で早期に調査を進め、信頼回復に努めるようフジテレビに求める考えを示した[235][236]。同月24日には総務省がフジテレビに第三者委員会で早期に調査を進めるよう、口頭で行政指導した。放送法違反ではなく企業ガバナンスに関して行政指導するのは異例[237]。
- 内閣総理大臣の石破茂は1月26日に配信されたYouTube番組『ReHacQ-リハック-』で「大手メディアの場合は企業のガバナンスは効くはずだ。それが効いているかが問われている」「ビッグモーターやジャニーズ事務所（ジャニー喜多川性加害問題）も企業のガバナンスが効いていないからああいうことが起こる。それはメディアも一緒ではないか」と述べた[238][239]。石破は翌27日、第217回国会 衆議院本会議で行われた代表質問で、立憲民主党の亀井亜紀子の質問に「総務省から23日、フジテレビに対し、第三者委員会において早期に調査を進め、結果を踏まえた適切な対応を行うよう要請している」「人権に関わる問題の把握については、放送事業者から構成される日本民間放送連盟において、（放送業界に）共通の課題が見つかれば、委員会の設置など検討することなどが確認されたと承知している」と答えた[240]。
- なお、電波法や放送法にはコンプライアンス違反を理由に停波や放送免許を剥奪する根拠条文はない[241]。行政指導によりフジテレビに自主的に放送免許を返上させるなどの強硬手段については、フジ側が総務省幹部OBの天下りの大量受け入れにより回避していると報じられている（総務省は基準外なので天下りではないとしている）[242]。
- 総務省消防庁は全国の消防本部等に配布する予定だった月9ドラマ『119エマージェンシーコール』と連携したPRポスターの配布の中止を命じた[243]。

#### 自治体
- 月9ドラマ『119エマージェンシーコール』の制作協力を行っている横浜市[244]は、第3話から同市関連の協力クレジット[注釈 16]を削除するようフジテレビに要請した[245]。横浜市消防局には抗議の電話が寄せられ、市は制作現場に対し、万が一緊急回線などに抗議電話が寄せられた場合は制作協力を中止する可能性も示唆していると報じられた[246][247]。
- 横浜市はフジテレビとの連携による防災授業の実施を見合わせる方針を示した。これにより、市内の小学校で予定されていたフジテレビとの共同防災プログラムは、当面の間、同社の協力を得ずに実施される。フジテレビが提供していた映像コンテンツやアナウンサーによる指導が利用できなくなるため、横浜市教育委員会は代替の教材や指導方法を検討[248]。

- 千葉県は広報番組『千葉の贈り物〜まごころ配達人〜』の提供クレジット削除を求めた[249]。

## 1月22日 - 関西テレビ社長・大多亮の記者会見

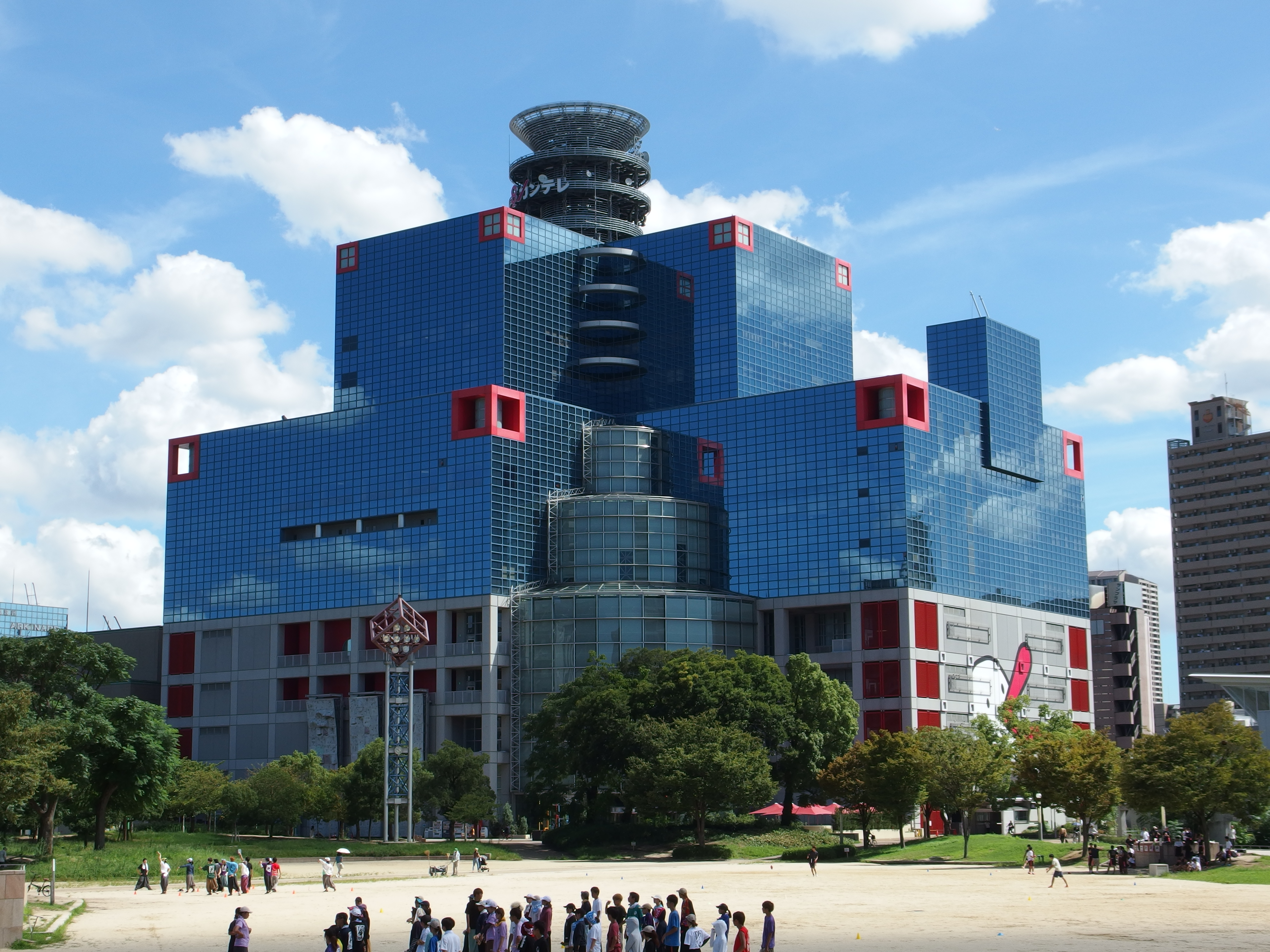
記者会見が行われた関西テレビ放送本社屋

フジテレビの元ドラマプロデューサーで、同社執行役員・専務を経て、FNSの準キー局・関西テレビ放送（以下「カンテレ」）社長を務めている大多亮が、同問題を受けて1月22日に記者会見を行った。前述のフジテレビの記者会見が閉鎖的と批判を受けたため、記者クラブ加盟社以外のテレビ局、ネットメディア、週刊誌、フリー記者など基本的に「他メディアを断らない」という方針で受け入れ、加盟社以外の質問も許可したが、生中継は行われなかった。
大多は中居の問題に関して「私がフジテレビに在籍していた当時の事案です。1年半前の事案。この件についてはカンテレは一切関与しておりません。取引をしている方々、スタッフ、ご迷惑ご心配をかけ心よりお詫びしたい」と謝罪した。トラブルが起きた当時の対応について「大変重い事案なので、港にその日（自身が報告を受けた日）のうちに上げた（報告した）」「彼女（被害者）のケア、プライバシーを守ることを最優先しようということで、本当に限定された社員が彼女のケアにあたっていました。もう少し寄り添うのにどういう形があったのか。彼女のことを思うと足りていたのか、足りていなかったのかということをすごく感じている」と証言。
カンテレでもこの問題の影響で30社近くのCM出稿が見合わせとなり、ACジャパンのCMに差し替えられている事実を公表し、「非常に重い案件だなと、こういうふうに思いましたし、ある種の衝撃を私は受けました」と述べ、中居やフジテレビへの苦言を呈したうえで「今回報じられているような女性アナウンサーを伴った外食など、テレビ局員と芸能関係者をめぐる問題について、カンテレでも社内調査を行いたい。当社の人権方針にのっとって、きちんと調査しようと考えております」と独自調査を行うことを表明した。中居の出演番組の継続については「打ち切りにすることが女性にどのような影響があるか考えた」「中居氏を守ろうという意識はなかった」と説明した。
記者会見は質疑応答などを含め約2時間10分に及んだ。

## 1月23日 - 民放連会長（フジテレビ副会長）・遠藤龍之介の記者会見
1月23日、フジテレビ副会長で日本民間放送連盟（民放連）会長の遠藤龍之介が定例会見を行った。民放連会長の立場からフジテレビの問題に関し「結果的に民放全体の不信感を招いている事態と認識している」「速やかに第三者委員会に調査を依頼し、報告提言を受け止めて、信頼回復のための取り組みを進めることを期待している」と述べた。
また、フジテレビ副会長の立場でも取材に応じ、港の会見に関して「反省しなくてはいけないところが多々あった会見だった」「テレビカメラを入れることが必要だったのではないかと思っている」と苦言を呈した。中居の件に関して事実を把握したのは前年12月中旬に『週刊文春』の記者の取材を受けた時だったとした。「スポンサーやクライアントなどの信頼をもう1回獲得するのは容易ではない。これがどの段階まで広がっていくのかわからないが、甚大な被害だと思う」「今後のフジテレビは、皆さんに生まれ変わったんだなと分かっていただかなければ、非常に厳しいなと思います」と語り、日枝久に関して「全てのことを日枝が決めているわけではないが、影響力はあることは間違いない」と影響力を否定しなかった。

## 1月23日 - 第三者委員会の設置決定・調査開始と社員説明会
1月23日午後、フジ・メディア・ホールディングス（FMH）とフジテレビは問題の拡大を受けて社外取締役7人の要請をふまえ、本社で臨時取締役会を開催。事実関係や会社の対応について検証するため、日本弁護士連合会（日弁連）のガイドラインに沿って独立した形で第三者委員会を設置することを決定した。メンバーはフジテレビと利害関係のない弁護士の竹内朗（委員長）、五味祐子、寺田昌弘の3名。
のちに発表された第三者委員会の調査報告書によると、委員会は同日、調査を開始。報告書の発表前日の3月30日に調査を終えた（報告書公表版P3）。
同日夕方より、フジテレビ全社員へ向けた説明会が局内のスタジオとリモートで開催され、経営陣からは会長の嘉納修治と社長の港浩一が参加した。この説明会は労働組合が中心となり開催に至ったもので、会場のスタジオに用意された400席が埋まり、500席に増設したがそれでも入りきれず、立ち見が出たとされる。全社員の9割近い1100人が参加した。
3日前の20日夜に局長レベルの社員が、説明する場を設けることを港に直訴したという。このころ、社員間で転職サイトに登録したかを挨拶代わりにするほどの状況だった。
説明会の模様は『Live News イット!』で報道された。説明会では嘉納が社員への謝罪を行い、港が「（会見は）終わって失敗と思った」「定例会見の前倒しをするという立て付けでやってしまった。時間がない中での慣れている形の定例記者会見という形を選んでしまった。深く反省している」「オープンでネット系も入ってくると、不規則発言や、被害女性のプライバシーが侵害されるのではないかという懸念が一番大きく頭を占めた」と発言し、参加者からはため息が出たとされる。説明会に参加したコンプライアンス推進室長の坪田譲治は、昨年12月に『週刊文春』の記者が自宅前に取材に来た際にようやくこの問題を把握したと述べた。
説明会前に募集した質問は200以上にのぼった。質疑応答では港のほか、日枝久取締役相談役も含めた経営陣への責任追及や、信頼回復に向けたロードマップへの疑問など意見が続出し、怒声が飛び交う中で開始から4時間30分後の22時過ぎに説明会が終了した。
本問題への危機感から、フジテレビの労働組合の加入者は同日時点で500人を突破し、組合は港社長宛の「経営体制の刷新、オープンな会見を27日に実施すること、会見の場で経営体制の刷新を表明すること、信頼回復のための施策を明らかにすること」などの意見書を提出している。

## 1月27日 - 経営陣の引責辞任と2度目の記者会見
1月27日、フジテレビの臨時取締役会が開催され、社長の港浩一の進退を含めた経営陣の経営責任について協議が行われた。
同日夕の記者会見前に、フジテレビは社長の港浩一と会長の嘉納修治が本問題の責任を取り、同日付で辞任することを発表した。後任の社長にはFMHの清水賢治専務が翌28日付で就任。同じ28日には、副会長の遠藤龍之介も3月末を目途に辞任する意向を明らかにした。
遠藤はこの前日に相談役の日枝久と対面し「あなたが辞めていただかないと収束しないんじゃないか」と辞任を要求。これに対し日枝は「辞めない。お前は戦わないで辞めるのか」と言い拒絶した。遠藤は40分ほど説得したが、日枝は首を縦に振らなかった。
会見は16時から、FCGビル（フジテレビ本社ビル）22階の多目的イベントスペース「フォーラム」で行われた。
入場時には、金属探知機を用いた手荷物検査が実施され、厳重なセキュリティ体制が敷かれた。前回の会見時の会議室は出席者の後ろに富士山の絵画が飾られたままの状態だったが、今回の会場には大きな暗幕がかけられた。
嘉納、港、遠藤、FMH社長の金光修、フジテレビ次期社長の清水の5人が登壇した。労働組合などが求めていた日枝久の参加は見送られ、会見では日枝が出席していないことについて質問され嘉納らが弁明する事態となった。取材者は「1社4人程度」で記者クラブ非加盟のメディアや記者の出席も可能とし、参加したメディアの数は191、人数は437人。前回の会見への批判を受けて、週刊誌やネット媒体の参加も認め、質問数も無制限とした。事前申請した記者だけでなく当日受付でも取材を可能とした。テレビ局・新聞社・フリーの記者のほか帝国データバンクの記者も出席した。
会見は翌日の2時23分に終了。会見時間は10時間23分（休憩時間15分含む）となり、質問数は504問に達した。毎日新聞は、2019年10月にウクライナ・キーウでウォロディミル・ゼレンスキー大統領が開いた記者会見の14時間7分に次ぐ長さだと報じた。

### 会見の中継・配信
プライバシー保護の観点から、会見の中継・配信は10分遅れ（ディレイ）で行うことが要望されたが、当日になって冒頭部分（質疑応答に入るまで）の生中継・生配信は許可された。プライバシー侵害の恐れがある発言は各媒体が映像や音声のカット処理を行った。
フジテレビでは、TVerスペシャルライブ、FNNプライムオンラインでのインターネット配信に加え、地上波でも会見の最後まですべて中継するという異例の方針が採られた。『Live News イット!』は第1部・第2部（15:45 - 17:48）もFNN枠として会見冒頭から全国中継し、一部系列局は第3部も全編臨時ネットとした。19:00以降も『イット!』を延長する形で、放送予定だった『ネプリーグ2時間SP』『119エマージェンシーコール』『秘密〜THE TOP SECRET〜』（関西テレビ制作）などを次々と休止し『緊急特報フジテレビ経営陣会見』を編成。結果的に休止した番組は10番組に及び、その間はCMも一切挿入しなかった（ただし系列局ではローカル枠の番組やCMを優先し、会見中継の中断や打ち切りもあった）。
ビデオリサーチ調べによる、会見中継のリアルタイム視聴率は以下のとおり（1月28日に発表された日報データと翌週に発表された週間ランキング内のデータ、いずれも関東地区）。平均世帯視聴率は前4週と比べ軒並み2倍以上の値を記録し、当該週の個人視聴率ランキングでは21時台で全体2位にランクインした。
| 放送時間            | 本来予定していた番組（関東地区）               | 平均世帯視聴率 | 平均個人視聴率 | （参考）平均世帯視聴率 前4週平均 |
| ------------------- | ---------------------------------------------- | -------------- | -------------- | -------------------------------- |
| 15時45分 - 16時50分 | Live News イット! 第1部                        | 7.5%           | 3.8%           | 2.2%                             |
| 16時50分 - 17時48分 | Live News イット! 第2部                        | 11.9%          | 6.2%           | 4.0%                             |
| 17時48分 - 19時00分 | FNN Live News イット!                          | 12.6%          | 6.8%           | 4.8%                             |
| 19時00分 - 21時00分 | ネプリーグ2時間SP アナウンサー頂上決戦         | 12.4%          | 6.9%           | 6.2%                             |
| 21時00分 - 21時54分 | 119エマージェンシーコール 第3話                | 14.5%          | 8.5%           | 6.2%                             |
| 21時54分 - 22時00分 | ぎりぎりをせめるので続くだけやります法律お笑い | -              | -              | 6.2%                             |
| 22時00分 - 22時54分 | 秘密〜THE TOP SECRET〜 第2話                   | 12.2%          | 6.9%           | 5.2%                             |
| 22時54分 - 23時00分 | Live News&天気                                 | 11.6%          | -              | 3.7%                             |
| 23時00分 - 23時40分 | 何か“オモシロいコト”ないの?                    | 11.2%          | 6.3%           | 3.2%                             |
| 23時40分 - 0時25分  | FNN Live News α                                | 9.8%           | -              | -                                |
| 0時25分 - 0時55分   | MONDAY FOOTBALL みんなのJ                      | 7.5%           | -              | -                                |
| 0時55分 - 1時25分   | R4 STREET DANCE                                | 6.3%           | -              | -                                |
| 1時25分 - 2時10分   | MA55IVE BASE                                   | 3.0%           | -              | -                                |
| 2時10分 - 3時10分   | 兄弟拉麺                                       | -              | -              | -                                |

また、会見はほかの在京局でも以下の通り中継・速報された。日テレNEWS24、ニコニコ生放送、ABEMAなどでは会見の全編が放送・配信された。
| 放送局                         | 番組                                            | 内容 |
| ------------------------------ | ----------------------------------------------- | --- |
| 日本放送協会（NHK） 総合テレビ | 国会中継 第217回国会 衆議院本会議 代表質問1日目 | 国会中継が優先され、15時48分頃、テロップで港の辞任を速報。 本会議開会中はBSで特設ニュース（16:00 - 16:55）を迂回編成。 散会後に特設ニュース（17:13 - 17:45）を編成。 |
| 日本テレビ                     | news every.                                     | 番組冒頭で速報し、テロップも併用。 一部系列局ではローカルニュースパートを返上して会見関連のニュースを放送。                                                          |
| TBSテレビ                      | Nスタ                                           | 番組冒頭で速報。 |
| テレビ朝日                     | スーパーJチャンネル                             | 通常16:48放送開始のところ約1時間前拡大。 |
| テレビ東京                     |                                                 | レギュラー番組内での中継なし。 |

### 会見前後で明らかになった事実
『週刊文春』などの報道や記者会見での発表内容から、フジテレビの編成幹部が2023年5月に都内の中居の自宅でバーベキューを行う際に被害女性らに参加を要請していたこと、2021年冬に中居や芸能関係者、フジテレビ社員、被害女性らと都内のホテルで懇親会を行ったことが明らかになった。今回のトラブルに関して、フジテレビは編成幹部の関わりを否定してきたが、この日の会見では編成幹部の呼びかけによる食事会が今回のトラブルの背景や遠因になった可能性を認めたことになり、第三者委員会で調査されることになった。

#### 中居宅でのバーベキュー
2023年5月の中居宅でのバーベキューについては、タレントのヒロミが会見翌日の28日に日本テレビの『DayDay.』に出演し、落語家の笑福亭鶴瓶とともにこのバーベキューに参加したことを証言。「その場の雰囲気は中居も含めて普通のバーベキューでした。僕が見てる限り」と語った。被害女性との面識はなく、出席していたことも雑誌の取材によって事実を把握したという。前日のフジテレビの会見を受けて「何か分からないけど、恐怖みたいなのを感じました。僕はこの中でいるんだっていう。でもこういう仕事をしているので、今日は絶対にこれを話さないと、もうこういう仕事は続けられないっていう覚悟で今日来てますし」と心境を語った。
この件は鶴瓶の活動にも影響を及ぼし、鶴瓶がCMキャラクターとして起用されていた大手回転寿司チェーン・スシローは、1月30日に同社CM・WebCM・ホームページから鶴瓶の起用を一時差し控えた。スシローを運営するFOOD & LIFE COMPANIESは取材に対し「お客さまから様々な声をいただいておりましたことを踏まえ総合的に判断致しました」とコメントした。
しかし、ヒロミは被害女性については認識しておらず、鶴瓶とともに夕方には帰宅したと証言しており、スシローの過剰ともいえる対応にSNSなどを中心に批判が起こった。
スシローは2月6日に「ご心配をおかけし、心よりお詫び申し上げます」と、公式サイトで鶴瓶に対し広告削除を巡る騒動を謝罪。同日より鶴瓶を起用した広告を順次再開すると表明した。スシローの説明では、当初の週刊誌報道を受けて客からの意見があり、鶴瓶の所属事務所より報道に関する見解を得たものの、状況の全体像が不明確だったことから、広告素材の使用を一時取り止めたが、結果として鶴瓶側に迷惑をかけたとしている。

### 一部質問者の質疑内容・マナーを巡る問題
また、会見に出席した一部の記者らの発言や態度にも問題も見られた。
- 事前に「プライバシーに関する質問について制限」していたにもかかわらずそれを無視する形で個人名を出す形で質問をしたジャーナリストは、司会者から制止を受けた際に「質問できないじゃないですか！」「質問できないよ！冗談じゃないよ！」と声を荒げ、会見は冒頭から緊迫した雰囲気となった[312]。
- 質問が長く要点が不明確であったり、感情的な発言が見受けられ、ネット上では質問する側のレベルの低さが指摘された[313][314]ほか、中日新聞社（東京新聞）記者の望月衣塑子らの厳しい質問への批判も出た[315]。
- 指名されていないにもかかわらず発言したり、他の記者の質問中に割り込むなど、会見の進行を妨げる行為も見られた。これにより、会見が度々中断し、進行が滞る場面があった[316]。
- 各質問の意図が不明瞭かつ冗長で、さらに既に回答を出ている質問を繰り返すなど要領を得ない質問者、自説を開陳しながら大声を上げて経営陣を問い質す質問者、さらに質問者からの不規則発言（野次）が続出した。
- 特に紛糾した質問は、フリージャーナリストの横田増生が「中居とトラブルがあったという女性の間で認識が『一致しているか不一致なのか』」という質問で経営陣を追及し、遠藤副会長などが「プライバシーに関わることなので答えられない」と回答するも納得せずに同様の質疑を繰り返し、20分以上も進行が停滞する場面であった。この応酬に対して視聴者からは不快感を示す意見がSNS上で集まったほか、後述の通り「二次被害に繋がる」ことなどを懸念した一部の出席者からも批判を集めている[317]。

こうした一部記者の質問姿勢に対し、質疑に立った通販新聞社の記者である佐藤真之、インターネットニュースメディア『The HEADLINE』編集長の石田健、フリーライターの石戸諭らが、質問に際して一部質問者によるルールやプライバシーの保護を守らない姿勢を糾弾するなど、他の出席者からも批判の声が上がった。
これら質問するメディア側（特に一部のフリーランス記者）のモラルについて、識者や視聴者からSNSなどを通じて大きな批判が起きており、長時間の会見の要因につながったとされる。
元NHK政治部記者でニュースキャスターの大越健介は会見翌日の28日放送のテレビ朝日系『報道ステーション』で「記者会見も取材の場である以上、たとえ批判の対象であっても、取材相手には一定のリスペクトを払うのが取材者としてのマナー」と述べた。問題の当事者であるフジテレビ側からも、同社報道局編集長の平松秀敏が「記者会見が10時間を超えるというのは健全ではない。フジテレビも悪いが参加したジャーナリストにも何らかの問題があるんじゃないかと私は思う」と記者会見後に述べた。特定のメディアに属さない記者が出席する重要性を指摘する意見もある中、フリー記者を排除することが有用という意見も出た。
また、迷惑系YouTuberが生配信を試みようと社内に侵入し、警備員により強制退出させられる問題も起きた。

### 『週刊文春』の記事訂正と反響
問題を報じた『週刊文春』は、フジテレビの2回目の記者会見の直前に記事を修正していた。
第1弾の記事（2024年12月25日配信、同月26日発売）は事件当日「X子さんはフジ編成幹部A氏に誘われた」としていたが、1月8日発売号以降の続報では「被害者女性は中居に誘われた」という前提の記事に変更されていた。記者会見では修正前の記事内容を前提とした質問が繰り返された。
その後、本問題に関連して取材を受けた元大阪府知事で弁護士の橋下徹から「（第1弾と第2弾の記事内容の違いについて）しれっと誤りを直すのは不誠実」と指摘され、記者会見当日となる27日朝に配信した橋下のインタビュー記事に「『X子さんは中居に誘われた』『A氏がセッティングしている会の“延長”と認識していた』ということがわかりました。お詫びして訂正いたします」とする訂正文を加えたが、当該部分は有料記事であった。さらにその後、編集部内で初報への対応も求める意見があり、会見翌日の28日に週刊文春ホームページ上（無料配信ページ）にも訂正文を挿入している。
『文春』の訂正について同誌編集長の竹田聖は、既に1月6日の段階で誤認識を認知していたとし「第二報以降を読んでいる方には分かってもらえているが、第一報だけを読んだ人は勘違いしてしまうということで訂正を追記した」「（27日にあった）フジテレビの会見が終わるのを待って訂正したわけではない」と釈明した。同誌関係者は「第1弾の取材は裏付けが甘かった。第2弾以降は全て新たに取材で分かった情報に基づいて書いている。すぐに訂正を出す必要はないと思っていた」と釈明している。その上で被害女性が、トラブルに遭ったのは記事中でA氏と称しているフジテレビ社員が設定する会の『延長』であると証言していることを理由に「A氏が件のトラブルに関与した事実は変わらない」との認識を示し、記事の正当性を主張している。
会見翌日に訂正の事実がメディア各社でも報道され、記者会見では『文春』の記事をソースとして質問を行った記者がおり、フジテレビ幹部の回答との齟齬を巡って紛糾したことで長時間の会見に繋がった要因にもなったことから、一部の識者や世論からも『文春』の編集姿勢に厳しい批判の声があがった。
- 編集者・実業家の箕輪厚介はSNSで「一個人を社会的にも物理的にも抹殺する力を持つ文春がこんな大事なファクトをしれっと訂正するってやばくない？」「さすがに文春は誤報が生まれた経緯を正確に説明した方がいいと思う」と批判した[335]。
- 社会学者の古市憲寿はSNSで「昔は『所詮、週刊誌の記事だから』という受け止め方もありました。だけど『週刊文春』が媒体として、日本社会を動かす力を持ってしまった以上、誤報をこっそりと『修正』するなんて姑息なことは許されないと思います」とを厳しく批判[336]。さらに「文藝春秋社で働く社員を含めて、『週刊文春』が多くの人を不幸にする仕組みだと思う「『週刊文春』のために、文藝春秋社のイメージがこれ以上悪くなることがとても悲しい。もしこのまま『週刊文春』が暴走を続けて、文藝春秋社がなくなるなんてことになったら、もっと悲しい」「『週刊文春』は廃刊にした方がいい」と主張、SNSでは賛否それぞれの意見が上がった[337]。
- 元AERA編集長でジャーナリストの浜田敬子は「もともと昨年末に、女性セブンや週刊文春の報道でこの件が明らかになった。報道がなければもしかしたら今でも、中居氏は番組に出ていたかも知れないということにおいては、（文春の）報道の意義はあったと思う」と文春の記事の意義を肯定しつつも「一部間違いがあったのであれば、速やかに訂正すべきだったと思います」と指摘した[338]。
- 弁護士の野村修也は「前提としなければいけないのは、週刊文春が若干問題があったとしても、フジテレビの方が抱えている問題は消えていない」「トラブルに対して、会社の仕組みをちゃんとワークさせずに社長案件といって治外法権の領域を作ってしまう。これはやっぱり不祥事の温床」とフジテレビ側の問題を指摘し、一方で文春側も「文春という雑誌自体が、自分たちが思っている以上の力を持ってしまっているということなんですよ」「今回（1月27日）の記者会見だって前線の記者の方が『文春によれば』と言って聞いている。これぐらいパワーを持っているんだとすれば、上書きによって処理できるのではなくて、自分たちで伝え方をもう1回、考えていかなくてはいけないタイミングに来ているんじゃないか」と指摘した[339]。
- 先述の記者会見で、一部記者の質疑姿勢を批判した『The HEADLINE』編集長の石田健は、『文春』の訂正の問題点やフジテレビの責任を挙げつつ、『文春』の一次記事を基に質疑を行う記者に対しても「取材をしてこの記事（第2弾、ただし会見当日時点では有料記事にのみ記載部分）を読んでいたら、A氏の話が中居氏の話に変わっているということは気付くと思う。その認識がないまま記者会見に出席していた記者は不勉強な部分はあるというのは率直に思います」と一部記者の見識について批判し、マスメディア全体の議論を促した[340]。
- 2ちゃんねる開設者の西村博之や落語家・コメンテーターの立川志らくなども『文春』の記事によりフジテレビに長時間の記者会見を強いた以上『文春』も同等の記者会見を開いて釈明、または第三者の弁護士『のみ』による調査を受けた上で、それを踏まえた検証記事を、調査委員会の了解の下で釈明すべきと主張した[341][342][343][344]。

1月29日、『週刊文春』電子版で「フジテレビ・中居問題 記事の訂正について』【編集長より】」のエントリーで声明を掲載し、「今回、橋下氏の「しれっと誤りを上書きするのは不誠実」とのご指摘を受け、「週刊文春 電子版」の当該記事に、訂正を追記しました。改めてお詫び申し上げます」としたうえで「ただし、第2弾以降で報じてきた通り、事件直前、フジ編成幹部のA氏はX子さんを中居氏宅でのバーベキューに連れて行くなどしています。またX子さんも小誌の取材に対し「（事件当日の会食は）Aさんがセッティングしている会の“延長”だったことは間違いありません」と証言しています。以上の経緯からA氏が件のトラブルに関与していた事実は変わらないと考えています」と記事の正当性を主張。
1月30日、フジテレビの清水賢治社長は、同日開催された取締役会での議論を紹介し「やはり一様に非常に厳しい意見が多かったです。それはメディアの責任とは何かというところですね。今の文春というのは実はかなり強力な影響力が絶大なメディアだと言えると思います。ですから、そのメディアである文春にとってその義務とは何だろうかということについての色々な厳しいご意見がありました。基盤となっているベースがどういうファクトだったのかというベースが崩れると、ベースにほころびがあると上に乗っかってくるものが崩れてしまう。もう少しきちっとした対応が必要なのではないか」「今あらゆる選択肢が検討のもとにあります。冷静に検討して対応していくものだと思っています」と、法的手段を含めて検討することを明らかにした。

## 1月28日〜3月30日の動き

### 1月
1月29日、フジ・メディア・ホールディングスの社外取締役は、フジテレビに向けて企業ガバナンスの立て直しと信頼回復を求める提言を発表し「経営刷新小委員会」の設置を求めた。社外取締役は新経営陣の選定についても積極的に関与する姿勢を示した。
1月30日、フジテレビとFMHはそれぞれ定例の取締役会を開催し、社外取締役から要請があった経営刷新小委員会の設置を承認した。フジテレビの清水賢治社長は若手社員で構成するプロジェクトチームを立ち上げたと表明。再発防止に加え、フジテレビの再生について検討する。取締役会にはフジサンケイグループ代表でフジテレビとFMHの日枝久取締役相談役も出席したが、進退についての話題はなかった。
同日、林芳正内閣官房長官はフジテレビが関係する政府の広報啓発事業について、29日の時点で予定分を含め4件の広告を取りやめたことを明らかにした。内訳は内閣府で2件、厚生労働省と国税庁で1件ずつ。また、タイアップや番組制作への協力などでは、すでに見直しを行っているのが消防庁の1件、対応を検討しているのが内閣府の1件と海上保安庁の2件だと説明した。
同日、中居と女性のトラブルに関与したフジテレビ編成幹部が「職務執行の困難」を理由に「人事局付」に異動した。この編成幹部は1月15日から出社停止となっており、関係者は「報道を受け、心身の負担が募っている」と話した。
同日、FMHは2025年3月期の連結純利益が前年比74%減の98億円になる見通しで、従来の予想から192億円の下方修正になると明らかにした。フジテレビへのCM出稿の見合わせが増加したことが影響した。CM収入は計画を230億円下回る見通し。フジテレビ単体の最終損益は赤字に転落する見通しで、2008年の持ち株会社移行後、フジテレビが赤字となるのは初めて。
1月31日、2022年以来3年ぶりの放送を予定していた大型音楽特別番組『FNS歌謡祭 春』が、広告収入の減収などで制作費が投入できなくなったため中止されたことが明らかになった。

### 2月
2月に入ると、これまで多数を占めていたACジャパンのCMが一気に減少した。スポーツニッポンの調べでは、日本民間放送連盟や日本広告審査機構（JARO）、自局番組の宣伝などが増加。例えば『めざましどようび』の場合、1月25日は67本がACの広告だったが、2月1日は7本へと激減。特に7時台が顕著で、前週は全13本がACだったが、この日は全6本のうち1本。CM自体の時間も6分30秒から3分と半分以下に減少している。
この状況について、フジテレビOBでフリーアナウンサーの笠井信輔は「フジテレビは放送せずにACに差し替えコマーシャルの放送料金は企業側に返還すると言うことを決めました。と、なるとACを放送しなくてもよい、何を放送しても良いことになる」「おそらく、これが理由で、ACではなく、番組スポットに差し替えることができるようになった」と分析した。
2月3日、フジ・メディア・ホールディングスの社外取締役で構成された「経営刷新小委員会」が議論を開始。委員会の方向性や情報発信の方法を確認した。今後、取締役にヒアリングを行う。
2月5日、フジ・メディア・ホールディングスは、フジテレビジョンを中核とするメディア・コンテンツ事業の2025年3月期の営業損益が33億円の赤字（前期比73％減）との見通しを示した。
同日、フジ・メディア・ホールディングスの社外取締役がメンバーの経営刷新小委員会は「コンプライアンス確保の体制」「人権尊重の考え方と社内体制」「積極的な情報開示および対外説明による経営の透明性の確保方策」「平時および緊急時における社内の情報共有体制」「リスク管理体制」の5項目の点検を求める要望書をフジ・メディア・ホールディングスに送付した。経営体制の見直し、人事の透明性などの提言も取りまとめる。
同日、日本民間放送連盟（民放連）は、会長の遠藤龍之介（フジテレビ副会長）から「（出身母体の）フジテレビでの一連の事案により、私が会長職を続けるのは適切でなく、後任会長の選定手続きを進め、後任者に引き継げる状況になった時に退任したい」旨の辞職の申し出があったことを発表。
2月6日、テレビ番組の製作会社約120社が加盟する業界団体の全日本テレビ番組製作社連盟（ATP）はフジテレビに対し、番組終了や発注キャンセルによる製作会社倒産が懸念されるとして、予算の確保や対価の補償、4月改編の早期提示などを求める旨の要望書を提出。
同日、フジテレビは常勤役員の会議を開き、清水賢治社長を本部長とする「再生・改革プロジェクト本部」の設置を決定。「再発防止・風土改革」などをテーマに複数のワーキンググループを設ける。グループのメンバーは20代から40代の中堅・若手社員を中心に構成。現場の意見や実態を吸い上げるとともに外部専門家の意見も取り入れ、会食ルールの策定、人権意識やコンプライアンスに関する研修、内部通報制度の拡充など、第三者委員会の調査結果を待たず、社内で自主的な改革を進める。
2月10日、フジ・メディア・ホールディングスは、類似する案件がなかったかについて、第三者委員会が情報提供を求める窓口「社外関係者向け第三者委員会専用ホットライン」を設置したことを明らかにした
。設置は24日まで。FMHとフジテレビに勤務していた元役職員に加え、両社と取引のあった社外関係者が対象。
2月11日午前10時過ぎ、東京都内にあるフジテレビの日枝久取締役相談役の自宅について「家の壁に落書きを見つけた」と通行人から110番通報があり、捜査関係者によれば外壁に「フジは停波しろ」と読み取れる文字が黄色いスプレー塗料のようなもので2か所書かれていた。警視庁荻窪警察署は器物損壊の疑いで調べている。
2月12日、フジテレビの番組審議会で「フジテレビ出演タレントと女性とのトラブルを巡る一連の問題」をテーマに議論が行われた。委員からは、「スポンサーが手を引く、制作現場ではロケを拒否されるなど、事態は番組の制作基盤そのものが揺らぐ状態になっている」「フジの今までは業績至上主義。時代が変わっている中で、どうしたら良いのか、本当に考えていただきたい」という意見が出され、「若手社員や労働組合と、これからのフジのあるべき道を、コミュニケーションをとりながら考えていくことが大事」「系列局はずいぶん疲弊していると思われる。深刻な打撃を受けていないかが心配。是非一緒に考えてもらいたい」などの提言が出された。これを受けて、清水賢治社長は、「一番の根本、問題点は、やっぱりコンプライアンス意識の不足。人権侵害が行われたであろうということに対する危機感の薄さが、当時の社内に、その報告を受けたもののラインの中にあった」と述べ、フジテレビの遠藤龍之介副会長は「この数年、やっぱりフジテレビは傲慢（ごうまん）だよという言葉をずいぶん私は聞くようになって。やっぱり80年代、90年代ですごく番組が当たって、そこで“全能感”のようなものが芽生えてしまった。私も多分その1人です。それがやっぱり、傲慢さとか、無神経とか、利己主義とか、寛容さのなさとかに段々変質していったのがこの10年くらいじゃないかと思います。ものの考え方というのが、80年代から2020年代にアップデートできれば、そういうタイミングにしなくてはいけないなと思います。」とも述べた。
同日、全日本テレビ番組製作社連盟（ATP）は、6日にフジテレビへ送付した要望書について「独占禁止法や下請代金支払遅延等防止法等の関連法令を適正に順守したうえで、真摯に対応する」との回答が届いたと明らかにした。一連のCMの差し止めに伴い、番組本編の放送時間を延長させるといった追加作業が求められる番組も出ており、ATP加盟社からは「番組ロケがしづらくなった」という意見が寄せられているとのこと。
2月16日、毎日新聞社は、2月15日から16日にかけて行った、一連の問題についての世論調査の結果を報道。フジテレビでのCM放映を取りやめる企業が相次いでいることについて「妥当だと思う」が58％を占め、「妥当だとは思わない」の16％を大きく上回った。「どちらとも言えない」も25％あった。フジテレビが信頼を回復するにはどうしたらいいと思うか複数回答で答えてもらったところ「経営陣の刷新」が52％と最も多かった。次いで「再発防止策の策定」（48％）、「フジテレビ社員が関与した疑惑の解明」（45％）、「女性アナウンサーや女性社員による接待の実態解明」（42％）と続き、いずれも4割を超えた。四つ全てを選んだ人も20％おり、フジテレビの信頼回復に向けた徹底した取り組みが求められている。
2月18日、FMHは「グループコンプライアンス等委員会」を開催。FMHの「グループのコンプライアンス及びリスクの管理等に関する規定」に基づき、経営に重要な影響を与えるコンプライアンス上の問題やリスクへの対応のためグループ各社の社長をメンバーとして組織化された。
2月21日、フジテレビは毎年夏に放送される恒例の大型特別番組『FNS27時間テレビ2025』（FNS加盟27局の共同制作）の放送見送りを発表した。また、毎年夏に本社社屋などで開催しているイベント『お台場冒険王』も開催を見送ると発表。
2月24日、フジテレビ系列のニュースネットワークFNNと産経新聞社の合同世論調査で、一連の問題の対応について調査を実施（実施日：2月22日〜23日）、結果を公表。1回目の会見での閉鎖的な対応や、2回目の会見で会長と社長が辞任し、第三者委員会の設置を決めたフジテレビの対応について尋ねたところ、「あまり評価しない」が37・9％で最多となった。「全く評価しない」の20・4％を合わせると否定的な評価が過半数となった。「大いに評価する」は4・9％、「ある程度評価する」は31・4％だった。今後フジテレビへの信頼が回復するために、とるべき必要な対応について質問。複数回答であてはまるものをすべて答えてもらったところ、「コンプライアンス徹底と意識改革」が49.5％、「経営陣の刷新」が48.7％、「具体的な再発防止の策定」が47.5％、続いて「トラブルの実態解明」が44.4％、「企業風土の改革」が43.8％、「企業ガバナンスの再構築」が36.3％。このうち、すべての選択肢を選んだ人は19.8％に及んだ。
2月27日午後、フジテレビとFMHが定例取締役会を開いた。FMHは、取締役相談役の日枝久が、取締役会の諮問に応じて取締役の選任や報酬などについて助言を行う「経営諮問委員会」の委員を同日付で辞任したと発表した。FMH社長の金光修は、辞任について日枝が「二つ返事」で了承したと述べ、日枝が自宅で転倒し腰椎圧迫骨折で入院していると明かした。フジテレビ社長の清水賢治は、社内の「再生・改革プロジェクト本部」のこれまでの議論を通じ着手した施策について、会食・会合で順守すべきガイドラインを制定すると発表。局単位で設置していたコンプライアンス担当者をすべての部に配置、確実に情報を把握できる体制を整備する。
同日、フジテレビは、1回目の会見（1月17日）以降CMをACジャパンに差し替えたスポンサーは1月末時点で311社に上り、同月25日の段階で取引があるスポンサーは72社に止まると明かし、2月期の放送収入は前の年に比べて9割ほど減る見通しであるとした。

### 3月
3月3日、テレビ朝日は、2月20日に開催された番組審議会で「フジテレビのトラブルから学ぶべきこと」をテーマに議論を行ったと公表。
3月4日、フジ・メディア・ホールディングスとフジテレビの社員に対し、第三者委員会が2回目のアンケートを始めたことが分かった。全社員にメールでアンケートを送付。質問項目は「上司、同僚、部下からハラスメント被害を受けたことがあるか」「それを上司や相談窓口に相談したことがあるか」「その時の対応はどうだったか」で、人事異動に関する質問項目もあったという。
3月5日、フジテレビは第三者委員会の委員だった弁護士の寺田昌弘が、3日付で「一身上の都合」で辞任し、4日付で弁護士で公認不正検査士の山口利昭を新たに委員に選任したと連絡を受けたことを発表した。
同日放送された『イット!』で、フジテレビを含めたFNN系列28局の担当者が一連の問題を議題として行った会議の模様を放送。系列各局から厳しい指摘が相次ぎ「中居氏の番組の扱い、これを終了させられなかったことは（影響が）大きく、（FNN）系列全体のイメージダウンにつながっていると思う（沖縄テレビ）」「大げさかもしれないが、私個人は“FNNの崩壊の始まり”ではないかというくらいの危機感を持っている（福島テレビ）」などの声が上がった。「紙芝居会見」と揶揄された一回目の会見についても「会見のあの静止画をモニターで見た瞬間、私は思わず声を上げました。（まるで）言論の統制をしている表現の自由がないような。FNNの信用だったり、信頼度が失われた瞬間だったなと思う（NST新潟総合テレビ）」「ああいう形になってしまい報道機関としての“自殺”ともいわれるが、視聴者から見ると、フジテレビも関西テレビも見分けがつかない人が多い（関西テレビ）」「きっちりとクローズではない形で、会見をできないのかという声を上げられなかったことが、私たちも悔やまれる。もうフジテレビ1社の問題ではなく、系列全体に関わる問題なので（北海道文化放送）」「（あの会見形態が）プライバシーが理由ということであれば、収録、あるいは生放送・生配信のNG、それだけで済んだというのは、テレビマンとしては当たり前の感覚なんですけど、なぜ通らなかったのか、どうしてもふに落ちない（東海テレビ）」と厳しい声が聞かれた。
この会見の経緯について、フジテレビ報道局の平松秀敏編集長は「たぶん記者会見で経営陣がカメラの前で醜態をさらすのがイヤだからクローズドにしたんじゃないかと、僕個人は真相をそうみています」などと語った。渡辺奈都子報道局長は「ただただ、自分の力不足を恥じるばかりでございます。本当に申し訳ありませんでした」と謝罪。「事前にクローズの形だということを聞きつけまして、私だけじゃなく、言うべき声を上げたり、進言した者はもちろん多くいるんですけども、それでも覆らなかった。それでも覆さなければいけなかった、どんなことがあっても」と述べた。
フジテレビの企業風土についても「明るく楽しいテレビ番組を作ってきたフジテレビの企業風土、それに僕ら系列局も恩恵をこうむってきた部分もすごくあるが、トラブルを拡大させた元凶となっているのであれば、ここが改善の機会（テレビ静岡）」「報道を軽視するというか、ローカル局を軽視するというか、そういった“風土”みたいなものは、ちょっとやはり感じてしまう。そのあたりが問題の本質というか、本丸の気がしている（長野放送）」と改革を求める声も上がった。
3月21日、関西テレビは全社員を対象に実施した芸能関係者との会食・接待に関する社内調査の結果を公表。記名式のアンケートで、2月7日から21日にかけて実施。社員613人のうち、533人から回答があった。カンテレは調査結果について、すぐに対応が必要な緊急性のある事案はなかった一方、「会食等の場で不快な思いをした」などの回答が複数あったと発表。申告のあった事案については、外部の弁護士の判断を仰いだうえで内容や申告者の意向を考慮し、ヒアリングなどの対応をしたという。カンテレでは調査対象者を広げた再調査や会食時のルールを作ることなどを検討。
3月24日、前週末に実施したFNNの世論調査結果が明らかとなり、フジテレビが信頼回復するために必要な対応をについて質問したところ「コンプライアンス徹底と意識改革」が42.5%、「経営陣の刷新」が42.1%、「具体的な再発防止策の策定」が41.3%、「トラブルの実態解明」が41.1%、「企業風土の改革」が39.9%、「企業ガバナンスの再構築」が31.9%となった。
3月24日、フジテレビは番組制作会社を集めた会議で、一連の問題について改めて説明。社内で再発防止のためのプロジェクトチームを設置し対策に乗り出していることを伝えた。コンプライアンスの相談窓口があることも周知。
3月27日、FMHは臨時取締役会を開催し、10名の取締役が6月開催予定の第84回定時株主総会の終結の時をもって退任すると発表した。また、子会社フジテレビジョンは同日臨時株主総会及び臨時取締役会を開催し、全ての社内出身の取締役（2025年1月27日に選任された清水賢治を除く）が退任、新たな役員体制に移行した。TVer社長（当時）の若生伸子が非業務執行取締役に就任した。取締役の総数はFMHは15名から11名、フジテレビは20名から10名にそれぞれ削減。独立社外取締役は過半数超、女性取締役は3割以上となり、平均年齢も引き下げるほか、監督と執行の分離を明確にした執行役員制度を導入する。
FMHの金光修社長とフジテレビの清水賢治社長は17時より囲み取材に応じ、日枝からフジサンケイグループ代表を辞任する旨の申し出があったことを明かし、その長年にわたる功績に感謝と労いの言葉を述べた。質疑応答の中で、CMの出稿など取引がある企業・団体が3月25日時点で約100社（2月時点は72社）に微増したと営業局の担当者が説明した。
同日午後、FMHの個人株主の下野創（福岡・住環境を守る会共同代表）が東京都千代田区で記者会見を開き、金光修社長、清水賢治専務ら全ての社内取締役15名に対し、株主代表訴訟を提起したことを明かした。提訴は24日付（詳細は後述）。

## 3月31日 - 第三者委員会が調査結果を発表
3月31日、フジテレビとフジ・メディア・ホールディングスが設置した第三者委員会が記者会見を行い、調査結果の内容を説明。その後フジテレビ社長の清水賢治が会見し、改善策などを説明した。
前回の会見（1月27日）と同様、東京・台場のフジテレビ本社屋内で開催され、98媒体265人が参加した。
会見は放送予定を変更してテレビ大分を除くフジテレビ系列27局で16:50 - 21:00に生中継され、TVerなどでもライブ配信された。前回の会見と同様、プライバシー保護の観点から質疑応答の部分は10分のタイムラグを置いたディレイでの配信となった。
地上波での中継は21時で打ち切られ、月9ドラマ『119エマージェンシーコール』最終回を予定通り放送。会見の中継はFNNプライムオンラインやTVerで続けられた。清水は「配信での中継というものでも、十分カバーできてるというふうに思っております」「テレビのお客様はあらゆるお客様が対象です。今回この会見を見たいお客様、そしてフジテレビとしてあの世間に知らせなければいけない、開示しなければいけないこと、今『エマージェンシーコール』を1月からずっと3月まで見てきて最終回を楽しみにしてるお客様。どちらも我々にとってはお客様です」「両立をさせるためにこの中継は9時からは配信で継続している。どちらものお客様も満足させるべくやっていることだとご理解いただければと思います」と述べた。なお、この会見中継の世帯平均視聴率は6.6％（ビデオリサーチ社調べ、関東地区）。
他局ではテレビ東京を除き、夕方のニュース番組で会見を生中継した。

### 第三者委員会の調査報告書の内容
15時頃、第三者委員会よりフジテレビジョンならびにフジ・メディア・ホールディングスに報告書が提出された。
17時より第三者委員会の会見が開かれ、委員長の竹内朗、委員の五味祐子、山口利昭に加え、調査を担当した弁護士ら、計13人が登壇した。

#### 中居と女性社員のトラブル
2023年6月に中居の自宅での食事会後、女性が意に沿わない行為をされ、この食事会の開催にフジテレビの社員が関わっていたと報じられた点について、委員会は中居と被害女性への聞き取り調査を実施した。委員会は示談契約に基づく守秘義務の解除を中居と被害女性の双方の代理人を通じて依頼。被害女性側は全面解除に応じたものの、中居側は解除を拒否し、委員会は双方が守秘義務を負っている部分以外について調査を行った。
報告書は当該女性が同局アナウンサーであるとした上で、「社員らが関与した事実は認められなかった」とした。しかし、食事会の2日前に同じ場所で開催されたバーベキュー（通称・BBQの会）に女性が参加したことについては「フジテレビの業務として参加したと評価できる」とした。また、被害女性は当時フジの社員であり、大物タレントの中居は同社の「有力な取引先」だったことなどから、こうした中居と女性との関係性、両者の権力格差、フジテレビにおけるタレントと社員との会食をめぐる業務実態などから「本事案はフジテレビの『業務の延長線上』における性暴力であったと認められる」と結論付けた。被害女性は「芸能界の大御所の誘いは断れなかった」旨の証言をしている。
被害女性が心的外傷後ストレス障害（PTSD）を発症し入院した際、フジ編成幹部の男性社員が中居からの見舞金名目で女性の入院先に100万円を届けたことについて、男性社員は第三者委のヒアリングに対し「経験上入院費用が高額になるため、職場の後輩を助けるために現金を届けた」と説明。第三者委は「CX（フジテレビ）の幹部が、中居氏サイドに立ち、中居氏の利益のために動いた」と指摘。「口封じと評価し得る」として「二次加害」にあたると認定。この男性社員は中居に、20年間にわたってフジの法律アドバイザーだった弁護士を紹介していたことも明らかになった。

#### 上層部の対応
第三者委は報告書の中で、同年8月21日には港浩一社長（当時、以下同）や大多亮専務ら上層部は事案の報告を受けたにもかかわらず、「プライベートな男女間のトラブル」と即断し、コンプライアンス部門の部署にこのことを共有せず、加害者である中居の同局番組出演を約1年半にわたり継続。被害者救済を最優先しなかったことから、女性は「大物タレントを守り、社員を切り捨てる」と受け止め、会社が孤独感、孤立感を感じさせたものであり、被害者ケア・救済の観点からも不十分な対応であったと認定。また、会食が業務の一環だったのか、プライベートだったのかをめぐり、会社側と女性側に認識の食い違いがあり、大きな問題に発展していったことも指摘している。
一連の対応は「女性に対する二次加害行為に当たる」「女性のAの被害をさらに拡大させた」「思慮の浅い意思決定と被害者に寄り添わない対応がステークホルダーからの信頼を失わせ、フジテレビを危機的状況に至らしめた」と経営陣を断罪。
報告を受けた制作ラインの役員や局長の壮年男性は、女性が2人きりで中居のマンションで会ったことから「プライベートの男女トラブルと捉えてしまうという思い込み」をもとに検討し、多角的な視点からの検討や議論は行われなかったとした。その結果、港社長や大多専務らは「社員が取引先から性暴力を受けた疑いのある事案であり、CX（フジ）の人権問題（である）と捉えることができず、被害女性の自死の危険性があるということに衝撃を受けて思考停止に陥り、テラスハウスの二の舞を避けるために浅い思慮によって、対応方針を決定した」と総括した。
また被害申告について、社内にハラスメントが蔓延・放置され、過去にハラスメント等の問題を起こした人物が役員や局長などに昇格していることなどから申告をためらう人が多く、結果として新たな被害を生んでいたと問題視。「人権問題として厳しく対処するという意識がなかった」としている。労働契約法は企業に従業員などが心身ともに安全に就労できる環境の確保を義務付けており、同法が定める安全配慮義務違反に問われる可能性もあるとした。今回のトラブルにおける情報公開のあり方も指摘。2024年12月に公開した一部報道に対する会社見解について否定すべき部分は否定するという方針ありきで「問題があったと言わざるを得ない」とした。性暴力が業務の延長線上で生じたとの認識があれば、情報発信が社会の厳しい批判の対象になり得ると気づけたとした。

#### 企業風土
第三者委はフジテレビの企業風土について、問題への対応の意思決定を編成担当の3人の幹部だけで行った閉鎖性と、女性が関与せず同質性の高い壮年男性のみで行ったことを「驚きを禁じ得ない」と非難。問題への一連の対応を「経営判断の体をなしていない」とした。重要な類似事案（後述）を含むハラスメント行為が複数、確認され「ハラスメントに対する意識の低さがうかがわれた」と指摘。「社員・アナウンサーらが取引先との会合において、性別・年齢・容姿などに着目され、取引先との良好な関係を築くために利用されていた実態はあったというべきであり、不適切」とした。
また今回のトラブルのきっかけとなったハラスメント行為を伴う飲み会等が「特にバラエティー制作局において顕著であった」と指摘。「フジテレビにおいては全社的にハラスメント被害が蔓延していた」と断罪。ただ、調査対象は2016年4月以降だったため、ハラスメント行為を伴うような飲み会等の慣習が「いつから始まったか分からない。会社にあって、(バラエティー制作局が)編成・制作局の中で番組制作する部署なので有力な出演者との関係性が深いセクションで会合が行われていたというのが確認できた事実」とした。
フジテレビにハラスメントがまん延していた原因について、委員会は「社内において培われた誤った認識、対応が被害申告をためらわせ、適切な対処がなされず、結果としてさらにハラスメント被害が生じるという負の連鎖が繰り返されてきたからと考えられる」とした。会見の中で前述「テラスハウス」での事案や、2023年に表面化した旧ジャニーズ事務所の創業者ジャニー喜多川による性加害問題を引き合いに「フジテレビは過去にテラスハウスの事案と旧ジャニーズ事務所の事案を経験しているが、そこからしっかり学び取ることがなかった」と過去の問題から学びを得ていなかったことを問題視。「旧ジャニーズ事務所の問題はテレビ局からすると報道や判決で間接的に知ることとなるが、それでも、性加害、性暴力のことを知りながら事務所のタレントの出演を継続していたことが当時問題になった。それに対して今回の事案は被害者はフジテレビの中にいて直接、フジテレビに対して被害申告をしたにもかかわらず、中居氏の番組出演を継続していた。打ち切る必要性はジャニーズ問題に比して、格段に高かった」と指摘した。
また、ハラスメントが許容されやすい企業風土の背景には「意思決定層に男性が多く、管理職においても男性優位の構造がある。ジェンダーバイアスが根深く、男性優位構造が強化される土壌がある」と指摘。こうした企業風土が今回のトラブルで適切な対応がとれなかった一因とし、意思決定層や上位管理職のジェンダーバランスの確保は人権侵害リスクを防止するための喫緊の課題だとした。

#### 編成幹部が関わった類似事案
第三者委の調査で、週刊誌で報道された編成幹部の男性社員が関わった女性社員に対するハラスメント案件が2件確認された。このうち通称「スイートルームの会」と呼ばれる飲み会は都内ホテルのスイートルームで行われ、中居と、別の男性タレント、男性幹部と男性スタッフ2人、女性は被害者を含むアナ4人とスタッフ1人が参加。その後フジ関係者が退席し、中居と男性タレント、女性アナ2人（被害者とは別人）がスイートルームに残り、中居らが女性アナに対して「鎖骨付近にふれる、顔を近づけるなどセクハラがあった」と認定している。
「スイートルームの会」の代金38万1365円は番組のロケなどの施設使用料の名目で男性幹部が請求し会社が負担した。また中居と女性とのトラブルの2日前に行われた「BBQの会」の直後のすし店での飲食代1万5235円も中居との番組企画の打ち合わせの接待飲食代として請求した。
2件目は10年以上前。男性幹部からある女性社員に「有力な番組出演者と会食をしてほしい」と依頼があり、この女性社員が指定された店へ行くと、男性3〜4人がいたが、この後、女性社員は置き去りにさせられ、男性出演者と別の店へ移動。そこで、出演者が突然、ズボンと下着を脱ぎ、下半身を露出したという。
委員会は、調査の過程で「調査対象者の一部から本件調査に際して電子データの一部を意図的に削除したとの供述が得られた」と説明。データの復元作業の結果、LINEやショートメールなど計1950件が削除されていたことが判明。報告書では特に男性社員Bが2022年5月9日から2025年1月10日までに、中居や弁護士らとの間でやりとりしたショートメールのデータ325件を2025年1月9日から2025年2月1日にかけてデータを意図的に削除していることが認められたとしている。復元の結果、中居と社員Bの生々しいメールのやりとりが報告書に記されている。

#### 日枝久
調査報告書では、1983年に取締役に就任以降およそ40年に渡りフジテレビの実権を掌握していたとされる日枝久について「日枝氏は、フジテレビと（親会社の）フジ・メディア・ホールディングスの代表取締役会長と代表取締役社長というトップ人事を決めていた」「日枝氏が役員人事に強い影響力を持っていることは明らかである」と断定。「このような指名の在り方は、すべて『××階で日枝氏が決めている』という指名プロセスのブラックボックス化を招いている」と指摘した。第三者委が行ったアンケート調査で「このような人事の在り方を公平感のない情実人事だと認識し停滞感・閉塞感を感じている社員が多数存在し、弊害が出ている」とし、「長年にわたる功績と経営中枢への関与から、現在でも当社の経営に強い影響力を及ぼしており、フジテレビの組織風土の醸成に与えた影響も大きいといえる」と指摘。また、社外取締役の選任についても、「日枝氏の知っている人物に偏っている。これらの指名の実態が社員のやる気を失わせ、組織全体の活力を低下させているリスクが発生している」と断じた。
第三者委は日枝に実権を一極集中させたことが遠因となり、フジテレビのコーポレートガバナンス（企業統治）の機能不全が起きたことが今回のトラブルを巡る対応の誤りにつながったと認定。ただし「日枝氏の影響力を排除すればフジのガバナンスが立ち直るわけではない」との見方を示し、経営責任は取締役全員が負うべきだと結論付けた。

#### 元役員による重要な類似事案
なお、第三者委員会は中居や男性幹部に関する問題とは別件の事案として、元役員2名にハラスメント行為があったと認定し、重要な類似事案として調査報告書に記載されている。
2025年3月27日付でフジテレビ常務取締役を退任した石原正人は秘書室長在任時、フジテレビに勤務していた関連会社の女性社員に対し、取引先との会合からの帰途中に自動車の後部座席で手を握ったり、腰に手を回したりするなどのセクハラ行為を行ったことが報告書で認定された。石原は身に覚えがないと否認しているが、第三者委員会は、女性の供述は具体的かつ虚偽の説明をする動機が認められないなどとし、「自身より立場が弱い女性社員に対し、性的に接触する行為で悪質性が高いもの」と指摘した。
また、2025年3月27日付でフジテレビ取締役を退任した同社報道局解説委員でBSフジの報道番組『BSフジLIVE プライムニュース』でキャスターを務めていた反町理は、2006年頃から少なくとも2007年頃にかけて部下の女性社員2名に対して食事などに誘って丸一日拘束したり、休日にプライベートの写真を撮り送付するよう求めたりした上、断られると叱責したり、業務上必要となる情報を共有しなかったなどのセクハラ・パワハラ行為があったと認定された。2018年4月には『週刊文春』が反町のハラスメント行為について記事化。反町は同時期に地上波（FNN）の夕方ニュース番組である『プライムニュース イブニング』でメインキャスターへの起用が内定していたものの、報道局内で起用に反対する意見が上がったことから、当時報道局長だった石原が対応にあたった。しかし、反町はハラスメント行為当時も報道後も懲戒処分を課されることはなく、報道番組への出演を続けつつ、2020年6月に執行役員、2021年に取締役へと昇進している。
第三者委員会がフジテレビ社員を対象に実施したアンケートでは、反町の事案を知る別のフジテレビ社員から「ハラスメント事案を会社に伝えても解決にならないと思った」などと回答があり、第三者委員会は当該事案について、フジテレビ側による対応を「女性社員の心情を無視し、対外的に事実関係を否定する声明を出すことにより、ハラスメント行為自体を隠ぺいすることで解決を図ろうとする組織的な体質の現れであると言える」と指摘し、「反町による事案発生後のフジテレビの対応が社員に与えた負の影響は大きい」と厳しく批判している。

#### 総評
報告書では結びに、今回の問題がフジテレビに限らず、「メディア・エンターテインメント業界全体が直面する問題」とも指摘している。
報告書では、国連の作業部会が同人権理事会に報告した訪日調査の報告書で「放送局、出版社、大手広告会社などの主要企業は、性的虐待を予防し、人権リスクに対処するためにビジネス関係における影響力を行使することによる人権尊重責任を果たしていない」と指摘していることを引用。「セクハラが行われても、『ここは芸能界だから』という加害者の甘えがまかり通り、それが被害者の諦めを生み、被害が再生産されてきた」とした。
そのうえで「この状況のまま放置されれば、この業界に人権意識の高い有望な若い人材が入ってくることも、定着することも困難となり、いずれは業界の人的資本が枯渇するおそれがある」と警鐘を鳴らした。そして、今回の問題を契機に「今こそ業界全体で健全化に向けた取り組みを進めるべきである」と改革を促した。

### フジテレビ・FMHの改善策の発表
第三者委員会の会見に引き続き、フジテレビ社長の清水賢治の会見が行われた。フジテレビジョンとフジ・メディア・ホールディングスの再生・改革に向けた改善策について説明が行われた。
清水は冒頭、「第三者委員会からの指摘を真摯に受け止め、会社としての責任を痛感している。何よりも会社としての救済が十分ではなかった結果、被害女性に対して大変つらい思いをさせてしまったことについて、心よりおわび申し上げます。また視聴者ユーザー・広告会社・出演者・制作関係、お取引の皆さまなど、多くの皆さまにご迷惑とご心配をおかけしたことをこの場を借りておわび申し上げます」と述べ、謝罪した。
さらに「第三者委員会からはCX（フジテレビ）において、全社的にハラスメント被害がまん延していた厳しい評価を受けている。私たちは重要な人権問題を決して見過ごすつもりはない。今回指摘されたハラスメント事案に関しては、当社として必要な事実確認をした上で速やかに関係者に対する厳正な処分をする」として、関係者に処分を科すことを表明。また「第三者委員会からは仕組みの問題として、人権救済メカニズムの整備やコーポレートガバナンスの強化が必要だと指摘を受けた。また役員・社員の意識や企業風土の問題についても多くの指摘があった。特に性別・年齢・容姿などに着目して呼ばれる会合の存在に、フジテレビジョンの人権意識が映し出されているというのは重い指摘。当社のコーポレートガバナンスを強化する上で、原局主義・同質性・閉鎖性・硬直性など、今回の遠因となった企業風土にもちゅうちょなくメスを入れていかなければならない」と述べ、フジテレビの再生・改革へ向けたプランを発表した。
一連の問題を受け、フジテレビは2月6日に社長直轄の「再生・改革プロジェクト本部」を設置、若手社員を中心としたワーキンググループなどで経営改革案を議論してきた。その結果「人権リスク解決への姿勢が弱い」「コンプライアンスが不徹底」「組織風土・企業文化の問題」「ガバナンスの脆弱性」などの課題があったと分析。これらの意見を取り纏め、短長期的視点の再生・改革ロードマップを公開。「人権尊重の徹底」「企業風土改革」「ガバナンス強化」などを明記。
具体的には全社横断の人権デューデリジェンスを実施する「サステナビリティ経営委員会」を新設。ハラスメントに関する懲戒処分の公表や被害者支援を拡充し、心理的安全性の向上に取り組む。重大なコンプライアンス違反などの発生時に初動対応にあたる「危機・リスク対応コントロールセンター（仮称）」の設置も検討する。FMHでは「グループ人権委員会」を新設。社長を委員長とし、グループ各社の社長らが委員となる。外部の人権分野の有識者を副委員長として、実効性のある人権救済メカニズムを構築するとした。コンプライアンス推進室と法務部を統合した「法務・コンプライアンス局」を設立。人権リスクへの対応を迅速化するほか、管理職以上には人権・コンプライアンスについての研修を必須にする。アナウンサーが弱い立場に置かれているとの第三者委の指摘を受け、アナウンス室の組織体制の変更や、キャスティングの際にアナウンサーと制作側の間に入るマネジメントスタッフの増員も含めて検討する。
中居正広に対して刑事や民事での責任を問う可能性について清水は「あらゆる選択肢が検討に残っている」と述べるにとどめた。日枝久については「説明責任を取締役の個人個人が持つのかということに関しては、そこまでではなく、組織としての受け持つことになるのではないかと考えております」と述べ、会社として説明の機会を設ける考えがないことを明らかにした。

## 4月1日～6月4日の動き

### 4月
4月1日、報告書で中居正広から性加害を受けたと認定された元女性アナウンサーが代理人を通じコメントを発表した。「昨年12月に本事案が週刊誌等で報道されてから、ネット上などで事実でないことを言われたりひどい誹謗中傷をされたりすることが続いていたので、昨日第三者委員会の調査報告書が公表されてその見解が示され、ほっとしたというのが正直な気持ちです。非常に短い期間で、また、守秘義務のために当事者からの情報収集が制約される中で、本事案の経緯を含む事実関係の把握や原因分析を行おうと尽力された第三者委員会の皆さまには敬意を表します。他方で、本事案後の中居氏と編成部長であったB氏とのやりとりやフジテレビの当時の港社長らの対応など、この調査報告書で初めて知った事実も多く、改めてやり切れない気持ちにもなっています。私が受けた被害は一生消えることはなく失ったものが戻ってくることはありません。このようなことがメディア・エンターテインメント業界だけでなく、社会全体から無くなることを心から望みます」。
同日、フジテレビの入社式が行われ、社長の清水賢治は新入社員35人の前で「修正する力がある組織は必ず次の成長へと向かえる。皆さんとともに前を向いて一歩一歩着実に進んでいきたい」と挨拶した。同社の入社式では例年、番組出演者を中心に著名人のゲスト出演が恒例となっているが、この年はなかった。同日、関西テレビでも入社式を行い、社長で事件当時のフジテレビ専務だった大多亮が挨拶の冒頭で謝罪した。なお、大多は第三者委員会の会見直後に「中居氏に関する問題への対応について、厳しいご指摘を受けたことを、真摯にそして深く受け止めております。被害に遭われた女性には、寄り添うことができず、心よりお詫び申し上げます。また、視聴者の皆様やすべての取引先の皆様にも深くお詫び申し上げます」とのコメントを発表している。
同日、BSフジは反町理が『BSフジLIVE プライムニュース』への出演を当面見合わせると発表した。反町は調査報告書でハラスメント認定を受け、前日の3月31日に出演見合わせを申し出ており、同日から出演していない。
4月2日、日本民間放送連盟（民放連）の緊急対策委員会は、フジテレビに対する厳重注意、会員社に対する人権尊重およびコンプライアンス徹底の要請を行った。また、民放連会長を引責辞任すると表明していた遠藤龍之介（フジテレビ前副会長）が同日付で辞任し、新会長が決まるまでは民放連専務理事の堀木卓也が会長職を代行。なお、フジテレビは当面、出身者の民放連の役職就任を自粛する。
同日、経済同友会代表幹事の新浪剛史（サントリーホールディングス会長）は定例会見で、第三者委員会の調査報告書公表を受け「（企業が）CM再開を今後検討していく段階に来ているのではないか」との認識を示した。フジテレビがコンプライアンス強化策と再発防止策のロードマップを示したことについて「評価される」とし、サントリーでもCM再開を検討する考えを明らかにした。また高須クリニック院長の高須克弥は美容整形業界がフジテレビへのCM出稿を控えるとする報道について否定し、自社のCM出稿継続を表明した。
4月3日、総務省はフジテレビとフジ・メディア・ホールディングスの社長を呼び出し、再発防止を求め、大臣名の文書により厳重注意。法令順守に関する強化策の具体化などを要請し、実施状況についても内容の公表と報告を求める行政指導を行った。民放連とNHKにも同様の施策の実効性を確保、民放連には加盟各局への徹底を行うよう要請した。
内閣官房長官の林芳正は「今回の事態は、放送事業者による自主自律を基本とする放送法の枠組みを揺るがすものであり、極めて遺憾だ」「人権、コンプライアンスに関する対応の強化策の具体化とその着実な実施、透明性を持って説明責任を果たす体制の構築を要請したほか、経営陣の意識改革を強く要請した。強化策の具体化は4月中に、その実施状況についても3か月以内に報告するよう要請した」と述べた。
4月4日、問題発生時にフジテレビ専務取締役（編成担当）を務めていた関西テレビ放送（カンテレ）社長の大多亮は「第三者委員会の指摘を真摯に受け止め、責任を取りたい」として社長を辞任した。なお、カンテレは後任については6月の定時株主総会まで会長の福井澄郎が社長を兼務する。
同日、総務大臣の村上誠一郎は「広告によって成り立つ民間放送事業の存立基盤を失いかねないばかりか、放送に対する国民の信頼を失墜させるものだ」と指摘。「放送法の基本理念に立ち返り、経営陣の意識改革を進めながら視聴者やスポンサーなどの信頼回復に社を挙げて全力で取り組んでいただきたい」と述べ、経営陣の意識改革を進め、信頼回復に全力で取り組むよう求めた。
4月7日、フジテレビとフジ・メディア・ホールディングスは、一連の事件で生じた業績悪化を受け、2月分より役員報酬の減額と一部辞退を行っていると公表した。フジテレビでは、代表取締役社長の月例報酬を50％減額、社内出身の取締役（既に全員が退任）は月例報酬の30％を減額。社内出身の監査役は月例報酬の30％を辞退し、執行役員も月例報酬10％を減額。フジ・メディア・ホールディングスでは、代表取締役社長の月例報酬を30％減額、社内出身の取締役月例報酬を10％減額。常勤監査等委員である取締役は月例報酬の10％を辞退する。
4月8日、企業経営者らでつくる日本取締役協会は、第三者委員会の調査報告書を踏まえた声明を発表。フジテレビとフジ・メディア・ホールディングスについて、法人格のない「フジサンケイグループ」の代表として長く経営中枢に君臨した日枝久に実質的な最高権力が集中し「異常な権力構造」とし、FMHは「資本市場における上場会社としての適格性を欠く」とも指摘、再発防止のため最高監査責任者の新設などを求めた。
4月9日、週刊文春電子版は、第三者委報告書が指摘した類似事案の2件目に登場する「有力な番組出演者」が、とんねるずの石橋貴明であったと報道。これを受け、石橋の所属事務所は第三者委員会からヒアリングの打診があったことを明らかにした。石橋は4月3日に食道癌であることを公表し、治療のため芸能活動の休止を発表しており、事務所は「病気療養の準備のため対応できなかった」と説明した。セクハラの有無については「分からない」とした。
同日、フジテレビの番組審議会が行われた。委員長を務める弁護士の但木敬一は「社員がそういう傷をつけられてもなおかつ、その社員の方ではなくて、スターの方に気を使っている。これはみなさん方が持っている大文化の中の表れですよ、ということをはっきり認識しないといけないと思う」「今度の事件の本当の底にあるフジテレビのイデオロギーって何なんだろう?それが今までフジテレビの原動力になってきたんだけども、その文化から新しい文化に移らないとフジテレビの明日はないんじゃないか?っていうそのぐらいの気持ちでこの事件の心底を見極めてそこから出発してもらいたい。それの一番の心棒は何か?と言えば自分の社員を大事にする会社。それがフジテレビに課された最も大きな使命です」と提言した。委員で国際政治学者の三浦瑠麗は「報道どうするんだ?ということを申し上げたいと思います」「テレビというのはとかく必要以上に自らに正義の衣を装ってですね、人を糾弾するということを商売のネタにしていたという歴史がありまして。すでに誰か週刊誌が暴いた、定かかどうかもわからないような不確定な状況でバンバン叩くことでショーを成立させること自体が報道のありかたを見直さなくてよいのだろうか」「これからフジテレビは、本当に今まで通りの報道ができるんだろうか？という気がします」と指摘。副委員長を務める早大教授の岡室美奈子は「特にフジテレビはバブルの頃から女性アナウンサーを女子アナとして売り出してきた歴史があって、それがある種成功してきた認識が局としてあるではないか?と思います。女子アナという言い方も今後、改めていかなければいけないと思いますし、男性、女性に限らずアナウンサーというものは、接待要員ではないということを是非徹底していただいて、アナウンサーとしての職能として尊重していただく。そういうことのために何か具体的な方策がおありなのか?そのあたりのこともお伺いしたいと思います」と質問した。社長の清水賢治は「アナウンス室の設計をどこに置くのか。今みたいに編成局の中ではなく独立室なのか。それともまた違うところなのか」とし「その上でキャスティングにおいてはアナウンス室側の能動的なマネジメント。そして個々のアナウンサーを守るためのマネジメントっていうようなものが組織として導入されなければならないと思っていますので、そこも今、そういう方向で検討しています」と述べた。審議会の模様は『週刊フジテレビ批評』4月12日放送回で報告された。
4月13日、毎日新聞社は、4月12日〜13日にかけて一連の問題について全国世論調査を実施した結果を公表。一フジが信頼を回復できると思うか尋ねたところ「できるとは思わない」が54％を占め、「できると思う」の15％を大きく上回った。「わからない」は29％。男女別では、男性が「できると思う」18％、「思わない」57％、女性が「できると思う」14％、「思わない」52％。
4月16日、NHK会長の稲葉延雄が、第三者委員会の調査結果について「率直に申し上げて、非常に重たい指摘がされていたと思っております」「とりわけ性的ハラスメントについてはメディア・エンターテインメント業界における構造的な課題だとしてフジテレビ固有のものではなく、業界全体が直面する問題であって業界全体のサステナビリティの問題があるというふうに捉えられています。そういうことは大変重いことだなと思う」と見解を示した。さらに、自局について「かねてNHKはこれまで人権の侵害に毅然とした対応で臨んでいる。これからもそういうふうに行動していくというふうに申し上げましたけど、NHKもそういう業界の中に存在する組織でありますので、やはり業界全体としてもそういう健全化が図られるようにNHKとしても積極的に取り組んでいきたい」とコメントした。
同日、とんねるずの石橋貴明が事務所を通じコメントを公表した。第三者委員会からヒアリングの打診があったものの、食道がんの発覚が重なり、入院準備のため対応ができなかったとし、また集中治療室から一般病棟に戻った14日以降に報道を知ったこと、10年以上前で記憶が曖昧だが女性社員らと会食した覚えがあるとした上で、「深酒していたためか、覚えていないのが正直なところ」としつつ、「不快な思いをさせてしまったことを、大変申し訳なく思っています」と謝罪した。また、咽頭がんを併発していたことを明かし、手術は成功したものの、回復までに時間がかかる見込みであること、回復した際には可能なら女性社員に直接謝罪したいとも表明。
4月17日、千葉県知事の熊谷俊人は「再発防止策の実効性や実施状況を確認する必要があると判断した」と述べ、同県がスポンサー提供を行っている広報番組『千葉の贈り物〜まごころ配達人〜』について、4月20日から番組の放送を当面休止することを発表した。
4月21日、フジテレビ系列のニュースネットワークFNNは、フジテレビの一連の問題からの再生・改革の対応について、4月19日と4月20日に行った世論調査の結果を公表。フジテレビの対応について、「大いに評価する」と答えた人は5.7%、「ある程度評価する」は46.7%、「あまり評価しない」は28.1%、「まったく評価しない」は14.7%となった。
4月24日、フジテレビジョンとフジメディアホールディングスが、第三者委員会の報告書公表後初の取締役会を開催した。社外取締役で文化放送代表取締役社長の齋藤清人は取締役会の前に「第三者委員会の報告をうけてどういう検証がなされているのか、ガバナンスのきっちりした構築体制が築けているのか、しっかりと確認したい」とコメントした。
4月25日、芸能関係者と社員との会食などの実態を調査していたTBSテレビは、同局アナウンサーが番組出演者から身体を触られるなどの被害を受けたにもかかわらず、会社としての対応が不十分だった事案が過去に4件あったことを公表した（後述）。
同日、日本民間放送連盟（民放連）は、会長推薦委員会を開き、一連の問題で会長を辞任した遠藤龍之介（フジテレビ前副会長）の後任となる次期会長候補にテレビ朝日会長の早河洋を選出した。早川の任期は遠藤の任期だった26年6月開催の定時総会終結時までとなる。
4月28日、フジテレビは人的資本経営戦略の推進などを含む「サステナビリティ経営委員会」の第1回の委員会を開いた。24日の取締役会で同委員会の設置を決議しており、これまで関係部署が個別に対応してきた人権やDEI（多様性、公平性、包摂性）に関する取り組みを統合する。委員会には、常勤取締役や執行役員、局長らが出席した。現場で人権侵害が起きていないかを調査する「人権デューデリジェンス」について、全局で横断的に実施していくことなどについて確認した。今後、外部のアドバイザリーボードを設けるほか、重要なリスクや中期的な計画の策定などを議論する。
4月30日、フジ・メディア・ホールディングスは取締役会で、ガバナンス向上に向け、相談役制度の廃止のほか、常勤役員の定年制、社外取締役の在任期間上限の導入などを決定。その後、フジテレビの清水社長とFMHの金光社長は総務省を訪れ、一連の問題について再発防止策に関する報告書を提出した。
同日、FMHは代表取締役社長の金光修と3人の社外取締役が、6月に開催される定時株主総会をもって退任することを明らかにした。15人の取締役のうち、次期社長の清水賢治を除く14人が退任することになった。併せて、2024年度決算の見通しを下方修正し、最終的な損益がこれまでの見通しであった98億円の黒字から201億円の赤字に転落する見通しであると明らかにした。
同日、フジ・メディア・ホールディングスとフジテレビは、組織及び内部改革と企業再生に向けた取り組みに関する文書をそれぞれ発出した。
8つの具体策が示されており、「人権ファースト」を徹底する仕組みをつくること、アナウンス室を編成・制作部門から独立させること、女性社員の比率を増やすほか、若手を登用することで人材に多様性を確保することなどが盛り込まれている。管理職の女性比率も1年以内に3割にするとしている。また、日枝久が編成局長時代の1981年に打ち出され、フジテレビの企業理念として掲げられていた「楽しくなければテレビじゃない」のスローガンについて「社内の一部に『楽しくなければテレビじゃない』を過度に重視した風土が根付いていたことを心より反省」するとしたうえで、いわゆる日枝体制の象徴であった「楽しくなければテレビじゃない」からの脱却を目指すと明らかにした。

### 5月
5月2日、フジテレビは、再発防止策の一環として、社内に対し「ハラスメント根絶宣言」を発表したことを公表。再発防止とコンプライアンス意識の浸透を目的に「ハラスメントを一切許容せず、全てのハラスメントを『しない』『させない』『見過ごさない』ことを約束します」など5項目の約束や行動指針を示し「あらゆるハラスメントを根絶し、未来永劫にわたり防止していくことをここに宣言します」などと明記。全社員に署名を求める。
5月9日、関西テレビは専務取締役の喜多隆が「一身上の都合」で7日に辞職したと発表。同月14日、カンテレは喜多について「4月に社外の女性より喜多に性的加害を加えられたとの訴えがあった」ため社内調査を実施し「喜多自身は行為を否定しているものの、当事者女性による喜多からの加害の訴えに真実性がある」と判断、喜多に辞任を促し当人から辞職の申し出を受けたと辞任の経緯を公表した。
5月11日、内閣総理大臣の石破茂はフジテレビの『日曜報道 THE PRIME』に生出演し、フジテレビとフジ・メディア・ホールディングスが総務省に報告した人権・コンプライアンスに関する8つの具体策について言及。「面白いためなら何やっても許されるというわけではないということを、文章にきちんと書いたというのは、大変な決断だったと思う。やはり人権。何をやっても許されるというものではないのは、フジテレビに限らず、すべてのメディアに共通する」「私はかなり高く評価をしている。要は、できるか、できないかだ」と述べた。
5月12日、中居正広の代理人弁護士は、フジテレビとフジ・メディア・ホールディングスが設置した第三者委員会に対し、調査報告書の「性暴力」の認定を巡り「一般的に想起される暴力的または強制的な性的行為の実態は確認されなかった」などと反論、第三者委に対し証拠の開示や説明を求める申し入れ書を提出。
第三者委が3月31日に公表した調査報告書は、世界保健機関（WHO）の定義に基づき、元アナウンサーの女性が業務の延長線上で中居から「性暴力」を受けたと認定したが、代理人の弁護士は中居本人に詳細な聞き取りを行い、関連資料を精査した結果「『性暴力』という日本語から一般的に想起される暴力的または強制的な性的行為の実態は確認されなかった」とした。またWHOの広義な定義を使用したことで「中立性・公正性に欠け、一個人の名誉・社会的地位を著しく損ない、極めて大きな問題がある」と指摘。
また、第三者委が「中居が守秘義務解除に応じない」ことも事実認定の根拠にしていたが、中居は当初、守秘義務解除を提案。これに対し第三者委から「2人の密室で何が行われたかが直接の調査対象ではない」という回答があったと主張。それでも中居は守秘義務にこだわらず約6時間にわたってヒアリングに応じたが、報告書には発言要旨がほとんど反映されなかったとして問題視している。フジテレビは「回答は差し控えます」とコメント。
5月13日、フジ・メディア・ホールディングスは、実効性のある人権救済のための仕組み構築などを目的に設置した「グループ人権委員会」を初開催したと発表。外部の有識者を交えて、人権尊重の理念を実際のガバナンス（企業統治）に取り入れられるようにする。初回はグループ会社社長らが「グループ社長会」で共有された人権施策の運用状況などについて意見交換。
5月16日、フジ・メディア・ホールディングス（FMH）の25年3月期連結決算とフジテレビジョンの決算が発表。FMHは一連の問題の影響などにより純損益が201億円のマイナスとなり、2008年にFMHとして認定放送持株会社に移行して以来、また、前身のフジテレビジョン（旧法人）を含めると、1997年に上場して以来、初めての赤字となった。26年3月期の連結純利益は黒字転換の100億円になる見通しであることも明かした。また、フジテレビも純損益が328億円の赤字に転落した。同局の広告収入は前期比約16％減の1237億円、26年3月期は983億円とさらなる減少を見込んだ。
同日、FMHは新たな経営指針として「改革アクションプラン」を発表。この中で、4月30日に公表した8つの再発防止策に加えて、最適な資本の配分を進めるため、1000億円を超える政策保有株式を3年以内に売却し投資に向けた資金を捻出するほか、人材やDX（デジタルトランスフォーメーション）への投資を拡充し、成長分野への投資を行うため、5年間で2500億円規模の投資を想定。また、映画やアニメ、デジタル配信への投資や生成AIを活用したコンテンツの制作や展開を強化するなど、事業改革を進めるとしている。さらに、ガバナンスの見直しのため2026年6月をメドに社外取締役の権限を強める指名委員会等設置会社への移行を検討。
5月19日、FNNは、一連の問題に対する現在のフジテレビの対応についての世論調査を実施し結果を公表。フジテレビの対応について「大いに評価する」と答えた人は6.1％、「ある程度評価する」は36.8％、「あまり評価しない」は33.2％、「まったく評価しない」は17.1％。今後のフジテレビの番組や放送に「大いに期待する」が15.2％、「ある程度期待する」が41.2％、「あまり期待しない」が27.2％、「まったく期待しない」が13.6％。
同日、関西テレビは6月19日に開催予定の株主総会・取締役会を前に、一連の問題で大多亮が引責辞任後、会長の福井澄郎が兼務していた社長職について、取締役の岡宏幸が就任する人事が内定したと発表。
5月22日、日本民間放送連盟（民放連）では一連の問題を受けて引責辞任した遠藤龍之介の後任としてテレビ朝日会長の早河洋が正式に会長に就任。早河は記者会見で「フジテレビ問題を契機に民放への信頼・信用が大きく揺らいでいる。こうした閉塞的な状況を一日も早く正常化したい」とし、民放連が人権を尊重してコンプライアンスを徹底することを目的に取りまとめた「緊急人権アクション」を推進すると表明。人権尊重やコンプライアンスについての特別委員会やジェンダー平等を推進するプロジェクトを設置するほか、経営トップを対象とした人権に関する講演会を実施する方針。
同日、フジテレビの第三者委員会は、12日に中居正広の代理人弁護士から送付された異議申し立てに対する回答内容を公表。客観的状況や関係者の供述などに基づき間接事実を積み上げて事実認定したことは「適切であった」とし、性暴力の認定については「WHOの示す客観的な規範に基づくことが適切である」と表明。中居側が求める証拠の開示は守秘義務や独立性の観点から拒否した。
翌23日、中居側が前日の回答を受け、「こちらの釈明要求に全く答えておらず、到底承服しかねる」旨のコメントを発表。中居が第三者委員会のヒアリングに応じた際の音声データなどについて改めて開示を要求。性暴力の認定にあたりWHOの定義を使用したことやヒアリングの手法、「業務の延長線上」の解釈などについてもさらなる釈明を求めると表明。同月30日、中居が報告書について「愕然とした」「驚愕した」と述べていると明らかにし、重ねて証拠開示を求める文書を公表。
5月29日、自由民主党の情報通信戦略調査会は早河洋民放連会長を呼び、一連の問題について「放送業界全体の問題だ」として対応策などについて厳しく指摘。
同日、国際人権NGOのヒューマンライツ・ナウ（HRN）はNHKと在京・在阪の民放テレビ局10局に対して行ったアンケート結果を公表。未回答と期限後に回答した局を除く7局からの回答を分析。「（社員だけでなく出演者や外部スタッフら）自社を超えた人権の取り組みが極めて不十分」「公的な役割を持つメディア企業が、それを担う体制になっていない」と批判。民放各社に「経営トップが人権問題を重要な経営課題と位置づける」よう勧告。「人権方針に国際人権基準を明記していない」と回答したNHKには早急な策定を求めた。
5月30日、フジテレビとFMHの社長が総務省を訪れ報告。スポンサー200社からの意見をまとめた結果、フジでのCMの再開を保留すると判断した企業が7割近くに上ると明らかにした。今月26日時点でCM出稿を再開済み、または再開の意向がある企業は63社。4月30日に発表した再生・改革に向けての「8つの具体的強化策」の実施状況については全社員の対面グループ研修を実施し1000人以上が出席したこと、女性取締役を原則3割以上、女性管理職の比率も3割以上にしたことなどの取り組みをすでに進め、8つのうち6つで概ね実行済みと報告。

### 6月
6月3日、内閣官房長官の林芳正は政府のフジテレビに対する広告出稿を再開する方針を表明した。同日、経済同友会代表幹事でサントリーホールディングス会長の新浪剛史は、フジテレビへのCM放映復帰についてFMHの株主総会を確認してから最終判断する考えを示した。
同日、フジテレビの第三者委員会は中居正広側が求める資料の開示を再び拒否すると回答。「一連のやりとりが被害者に二次被害を与える危険性を懸念している」として今後は回答しないと表明した。これより先に、被害女性の代理人弁護士は「中居氏がこのような言及（注：女性と中居のメールのやりとりの内容などへの言及を指す）を行ったことは、女性に対するさらなる加害に他ならない」とコメントしている。

## 6月5日～6月25日 - 関係者の処分発表から株主総会まで
6月5日、フジテレビは一連の問題に関して社員らの処分を発表した。
被害女性を中居が参加する会合に誘った上、二次加害となり得る不適切な行為をし、類似事案のハラスメントも指摘された当時の編成部長は4段階降職と1か月の懲戒休職、事案の報告を受けた後も中居の起用を続け、番組終了の判断を下さなかった当時の編成制作局長は減俸50%、当時のアナウンス室長は譴責、当時の人事局長は戒告とした。処分は2日付。
中居の事案とは別件の重要な類似事案として、セクハラ・パワハラ行為を指摘された元取締役で元報道局政治部長の反町理は過去に口頭で厳重注意とされたのち、社内調査で処分しないと判断されており、一事不再理の原則に基づき懲戒処分を行えないとしたが、6月末までとなっている嘱託契約を更新しないことを決めた。これにより、3月31日から出演を見合わせている『BSフジLIVE プライムニュース』は事実上の降板となった。また、反町からハラスメントを受けた女性社員に対し現経営陣が謝罪する意向も明らかになった。
反町の事案に当時の報道局長として対応し、さらに別件のセクハラ行為を指摘された元常務取締役で元秘書室長の石原正人は2か月と2週間の懲戒休職とし、休職期間分の報酬の自主返納を求めた。
また、問題発生時に代表取締役社長だった港浩一と専務取締役だった大多亮を提訴する方針を表明した。
なお、当時のアナウンス室部長は医師の指示などに従って被害女性に配慮した対応を一貫して行っていたため処分の対象外とした。事実に基づかない誹謗中傷が特に苛烈だとしてあえて公表したという。
代表取締役社長の清水賢治は、処分が調査報告書公表の約2カ月後となった理由を「関係者へのヒアリングを複数回実施し、懲罰委員会で慎重に審議し決定を丁寧に進めた」と説明。中居に対する損害賠償請求については「全選択肢を残したままとしか言えない」「この段階で申し上げることは何もありません」とした。社員からは処分が「甘すぎる。失望した」との声が上がった。
6月11日、日本民間放送連盟（民放連）はこの事案を受け、加盟全社に対して要請した調査の結果を取り纏めて公表した（詳細は後述）。
6月12日、鹿児島県鹿屋市の海上自衛隊鹿屋航空基地史料館が鹿児島テレビ（KTS）の取材申請を「フジテレビの系列局である」という理由で拒否していたことが発覚した。史料館は「組織内で確認することなく独断で判断してしまった」として、10日と11日に海上自衛隊第1航空群司令部広報室と史料館がKTSに電話で謝罪した。
6月13日、民放連は会員社のガバナンス向上を目的に、会長の早河洋を主査とし在京キー局各社の社長らをメンバーとする「ガバナンス対応特別プロジェクト」を設置した。同日、「緊急人権アクション」の一環として人権に関する講演会を開催。会員社の経営トップなど184名が出席。民間放送におけるビジネスと人権対応ガイドブックを作成、公表した。
6月16日、FNNが同月14日～15日に実施した世論調査では、フジテレビが再生・改革の取り組みの具体的な進捗を総務省に報告したことや、関係者の処分を公表した対応について、「大いに評価する」と答えた人は4.1％、「ある程度評価する」は41.5％、「あまり評価しない」は32.9％、「まったく評価しない」は13.4％で、5月とおおむね同じ評価だった。また、再生・改革を進めた上で今後のフジテレビの番組や放送に「大いに期待する」との答えは14.5％、「ある程度期待する」は40.2％、「あまり期待しない」が29.5％、「まったく期待しない」が11.8％で、こちらも5月とほぼ同じ。
6月19日、フジテレビ社長の清水賢治が被害女性と対面、謝罪したと同社公式サイトで発表された。清水は被害女性に対し、今回の事案が「業務の延長線上」で起き、人権を救済するために必要な対応を適切に行うことができず、事案発生後の対外発信によって精神的苦痛を与えたと謝罪し、フジテレビと被害女性は、本事案に関連して被害女性に向けられる不当な攻撃や誹謗中傷から守るための措置を講じるように努めること、今回の事案で被った経済的・精神的損害に対する補償を行うことなどを明記した合意書を締結した。
同日、被害女性がコメントを発表。「私が受けた被害は一生消えることはありませんが、本日、会社からの謝罪を受け、合意をしたことを一つの区切りとして新たな気持ちで生きていこうと思います」「（フジテレビは）組織風土をしっかりと見直し、二度とこのような被害が起こらないように努力を続けてほしい」などとした。
同日、関西テレビ放送（カンテレ）の新社長に岡宏幸が就任した。
6月20日、清水が被害女性に謝罪したことを受け中居正広の代理人がコメントを発表。「今回の事案については、第三者委員会報告書における評価と当職らの法律的評価とにご存じのとおり相違があります。本件を報道するにあたっては、出演者の表現を含めくれぐれも注意をお願いいたします」「双方に同じ人権があることを厳にご認識いただきますよう重ねてお願い申し上げます」とした。
6月25日、フジ・メディア・ホールディングスの株主総会が開催され、清水賢治新社長ら会社提案の11人の取締役が選任された（詳細は後述）。
清水は総会後「経営体制が完全に刷新されました。改革アクションプランを着実に実行していくための環境が整ったものと考えております」と述べ、社外取締役が過半数を占め、女性の取締役の比率が高まったことなどを強調。「社会から必要とされる企業に生まれ変わる」と述べた。また、4月から6月23日までの期間にフジテレビでCM放映をした企業は170社だったと明らかにした。去年の同時期に比べおよそ3割未満にとどまっている。

## 6月26日～ - 株主総会後の動き

### 6月
6月27日、総務省は民間放送事業者のガバナンス（企業統治）強化に向けた検討会の初会合を開催した。フジテレビで起きた一連の問題を受け、民放各社のガバナンス体制や日本民間放送連盟（民放連）と国の関与の在り方について議論され、夏に放送事業者へのヒアリングを実施、11月にもとりまとめ案を示し、2026年1月に結論を出す。
同日、大和ハウス工業とサントリーホールディングスはFMHの経営陣が刷新されたことを受けフジテレビで差し止めていたCM放映を7月に再開すると発表した。以後、ロッテと大東建託がこれに追随した。

### 7月
7月3日、フジテレビは「再生・改革に向けた8つの具体的強化策」の進捗状況を総務省に報告。「人権ファーストを徹底する仕組みを作る」など6項目が6月の報告の「おおむね実行済み」から「実行済み」となった。「役員指名の客観性などの確保」は、前回の「株主総会後の新役員体制で実行」から「指名・報酬委員会で議論開始」に、「企業理念の見直し」は「サステナビリティ経営委員会で準備中」から「プロジェクト始動へ」と更新されている。
7月5日、中居正広の代理人弁護士が第三者委員会に対し、中居へのヒアリング内容がセクハラに当たるなどとして釈明を求める文書を提出した。第三者委が釈明の要求を拒否していることに「強い憤りを禁じ得ません」とし、第三者委が中居へのヒアリングの際「女性と食事をするのが好きなんですか」などと執拗に質問したことがセクハラに該当するとしている。第三者委のヒアリングをパワハラやセクハラだと感じたフジテレビ社員もいたと主張している。
7月6日、フジテレビは一連の問題の検証番組『検証 フジテレビ問題 ～反省と再生・改革～』を午前10時から11時45分までFNS系列で全国放送した。アナウンサーの宮司愛海と木村拓也、社長の清水賢治らが出演した。当該および関連・類似事案のほか、上層部の不適切な会合が慢性化していた企業風土、40年にわたる日枝久体制の弊害、反町理のハラスメント事案についても検証が行われ、元社長の港浩一と元専務の大多亮、被害女性の対応にあたったアナウンス部長ら関係者がVTRで証言した。平均世帯視聴率は2.0％、平均個人視聴率は1.0％（関東地区、ビデオリサーチ調べ）。
番組では2010年代後半に撮影されたという、港が若手の女性社員に囲まれてほほ笑む写真を紹介し、港が芸能事務所など取引先との接待要員として女性社員だけのチームを作っていたと明らかにした。メンバーだった女性社員は「入社式に港さんが来て『あの子が良いよ』と推薦があって指名していると聞いた」と証言。港は「女子トークができ、先輩後輩のつながりが持てるいい会だと思っていた」「今の時代だと許されない会合なんだろうなとは思っています」と述べた。
また大多も港と同様に若手の女性社員を集めた会合をしていたと紹介。参加していた女性は、大多が「女性アナウンサーは上質なキャバ嬢だ。ホステスで売れるアナウンサーがいいアナウンサーだ」と発言していたと証言した。大多は「私の言葉の選び方が悪いと思います。なんかそこだけ取り上げて、言葉の選び方が悪いということです。そんなふうに本当に思ってないですし、（言ったご記憶も）ないですけど、記録されている方のほうが絶対に記録されていると思うので、（言ったことは）否定は全くしないです」と述べた。
7月7日、第三者委員会は中居正広の代理人弁護士が釈明を求めたことを受けコメントを発表。調査報告書について「『A＆S』なるところに対し、事前に開示・共有されていたのでは」とする中居側の指摘に対し「調査報告書のドラフト作業を行う際に、委員会メンバーが以前に法律事務所と協働した際に使用したWordファイルを再度使用したために、作成者欄に『A＆S』の名称が残ってしまった」などと説明し、業務への関与を否定した。
7月10日、フジテレビは社内組織の改編を実施した。アナウンス室は編成部門から独立させて局に格上げ、キャスティングを握る編成・制作部門と切り離し、社長直属のコーポレート本部内に置いた上で、局内にマネジメント部署を新設してアナウンサーのキャスティングについて権限を強化する。バラエティー制作局などを束ねていた編成総局などを解体、社長直下に「コーポレート本部」「コンテンツ戦略本部」「スタジオ戦略本部」を置く3部門制を導入。編成機能は「コンテンツ戦略本部」内の「コンテンツ投資戦略局」に移管し、制作部門は「スタジオ戦略本部」に集約した上で、ドラマや映画を担当する「第1スタジオ」とバラエティーや情報番組を担当する「第2スタジオ」「第3スタジオ」に再編された。
この月、トヨタ自動車と日産自動車がフジテレビでのCM放映を再開。花王、明治、ソフトバンク、ユニ・チャームは今後再開すると表明した。
7月31日、フジテレビは取締役会を実施。再生・改革に向けた強化策の一環として、社員・スタッフに対する取引先からのハラスメントを防止することが、企業の社会的責任の観点から欠かせないとして「カスタマーハラスメント対応に関する基本方針」を策定した。取引先には出演者や芸能プロダクション、制作会社、スポンサー、広告会社、取材対象者などが含まれる。

## 株価や投資家の動き
週刊誌報道を受け、1,800円台半ばを推移し、ゆるやかな上昇基調にあったフジテレビジョンの親会社フジ・メディア・ホールディングス（FMH）の株価が連日急落した。週刊文春の第一弾が発売された2024年12月26日の終値が1,767円となり、出来高が急増した。第二弾の発売後（1月7日）には株価が1,600円を切った。

### ダルトンによる一度目の公開書簡、FMHの株価が下落
1月14日、FMHの約7%超の株式を保有するアメリカの投資ファンド（アクティビスト、いわゆる「モノ言う株主」）ダルトン・インベストメンツの関連会社であるライジング・サン・マネジメントがFMHの取締役会に対し、「第三者委員会の設置および信頼回復に向けた対応のお願い」との書簡を送付し、その旨を公表。国内外の主要メディアが大きく取り上げた。
公開書簡では「we are outraged!（我々は憤慨している）」と非常に強い問題意識を表明、「貴社のコーポレート・ガバナンスに重大な欠陥があることを露呈している」として、「公平性と透明性の確保」「責任の明確化」「再発防止策の策定」「透明性と信頼の向上」を求めている。
なお、ダルトンはこの問題が起こる以前の2024年6月にもFMHに対しMBOなどの要望を送っており、半年前から上層部の平均年齢など企業体制を非難していた。
この書簡が公開された直後の1月15日、FMHの株価は1,580円という安値を付け、終値は1,623円、直近の3週間では13%下落した。
また、この公開書簡が流れを変えるきっかけとなり、トヨタ自動車や生命保険会社などが先導して後のCM差し止めに繋がった。

### 投資系インフルエンサーが扇動開始、FMH株の出来高が急増
1月17日昼、20年前のライブドア社長時代にニッポン放送の経営権を巡ってフジテレビと対立した実業家の堀江貴文が「フジ・メディアHDの株を買ってみた」と自身のSNSで表明。株主総会に乗り込んで経営陣の責任を追及しよう、「#日枝出てこい」などと扇動した。
さらに「アクティビスト個人投資家」を自称する田端信太郎、弁護士でYouTuberの岡野武志など、複数のインフルエンサーがFMHの株式購入を表明。堀江に続いて扇動した。
この日、FMH株の出来高は7,073,200株と急増した。直前の14日は1,326,900株、15日は2,655,400株、16日は1,681,200株と推移していた。

### FMHの株価が急上昇
1月17日以降、FMHの株価は急上昇し、出来高も異常な水準に達した。1月20日の東京株式市場では、FMHの株価が一時前営業日比138円50銭（8%）高の1,829円を記録。さらに、1月22日には前日比8.1%高の1,971.5円となった。特に目を引くのは出来高の急増で、1月20日は3,679万株、21日は3,851万株、22日は4,344万株と推移し、トヨタ自動車（22日・2,416万株）を大きく上回る水準となっている。1月14日のダルトンの公開書簡が「呼び水」となり、株式市場での思惑が広がった。
モノ言う株主の動きを背景に、株主総会に向けて株主還元の拡大などが進むといった期待が出た。堀江貴文らインフルエンサーの扇動により、個人投資家の間でも「株主総会の出席チケット」としての買いもあると見られる。加えて、問題の影響を見越して空売りしていた投資家がショートカバー（売り方の買い戻し）に動くなど、様々な思惑を背景に上昇した。FMHの株価純資産倍率（PBR）の低さや都市開発・観光事業（サンケイビル、グランビスタホテル&リゾートなど）の含み益に対する割安感もあった。
FMHの株価は上昇を続け、1月30日には2013年5月15日以来11年8カ月振りの高値を記録した。同日にはFMHから2025年3月期の通期純利益の下方修正の見通しの発表があったが、2営業日後の2月3日には大幅に反発しリーマン・ショック以前の2007年7月19日以来17年6カ月振りの高値を記録した。2月17日には2006年1月16日以来19年1カ月振りの高値である3166円を記録した。

### ダルトンによる二度目・三度目の公開書簡
1月21日、ライジング・サン・マネジメントが、FMHの取締役会に対し「真の第三者委員会の設置と信頼回復に向けた再度のお願い」と題した二度目の公開書簡を送付したことを発表した。
書簡では、1月17日の定例社長会見を「バーチャルな車の衝突事故と言うべきもの」と評した上で、「このような曖昧模糊とした対応は、フジ・メディア・ホールディングス・グループの隠蔽体質を露呈しているとしか思えません」と批判。その上で、今週中のフルオープンな記者会見の開催、日弁連ガイドラインに基づく第三者委員会の設置など、4つの要求を行った。
なおフジテレビは1月17日の記者会見の前に、日弁連のガイドラインに基づく第三者委員会の設置を決めていたが、発表を控えていた（詳細は前述）。
2月4日、ライジング・サン・マネジメントが前日の2月3日付で、FMHの取締役会に対し「信頼回復に向けたガバナンス改革実施のお願い」と題した三度目の公開書簡を送付したことを公表した。
一連の問題の原因がFMHとフジテレビの取締役相談役を務める日枝久フジサンケイグループ代表にあると断定。「取締役会について完全な支配力と影響力を保持している」とFMHの企業ガバナンスの欠如を厳しく批判し、日枝の辞任を要求した。日枝について「巨大な放送グループを40年近く支配」してきた独裁者と表現。「日枝久氏がFMHおよびフジテレビの取締役を辞任」しなければ「スポンサーおよび協力者は戻ってきてくれない」と主張し、「第三者委員会の調査結果を待つことなく」日枝が取締役の地位を辞任した場合、即刻CMの放映が再開するとの独自の見通しを示した。その他、FMHの指名委員会等設置会社への移行を提案した。

#### ダルトンへの批判・異論
後発局だったフジテレビを首位に押し上げ、日本を代表するメディア・コングロマリットへと成長させた功労者でもある日枝を「独裁者」呼ばわりした公開書簡については、フジテレビ、産経新聞をはじめとするフジサンケイグループの媒体でも大きく報道された。桜美林大学准教授の西山守は「当のフジテレビ自身が日枝氏に対する批判的な報道を行っている状況を見ると、いまも日枝氏が『独裁者』といえるほどの存在なのか、実務面まで支配しているといえるのか」と、ダルトンの指摘を疑問視している。
ダルトンが書簡で触れたCMの再開については、主要スポンサーの1つであるサントリーホールディングス社長の新浪剛史（経済同友会代表幹事）が同じ4日の会見で「第三者委員会の報告を待って判断」するとの考えを示している。ダルトンの日枝批判については「社内にいるわけではないため、どうしてそのような書簡が出たのか、よくわからない」「（第三者委員会の結論を待ち）そんなに（対応を）慌てなくてもよいのではないか」と疑問視。続けて「私たちはアクティビストではない」とした上で、「第三者（委員会）の結論、そして次に何を講じるかということを待つことが重要だと思っている」とダルトンと異なる見解を示した。
元厚生労働省官僚で元衆院議員の豊田真由子は、一連のダルトンの動きについて「本当は何をしたいのかわからないので、正直疑問に思っている」と疑問視。「いわゆるハゲタカファンドみたいな利益ばかり追求して安く買って高く売り抜くみたいなのもいるわけですよ」と、ダルトンの主張を鵜呑みにすることに警鐘を鳴らした。「自分の利益だけを狙っている人ばかりが出てくると、企業の価値とか毀損していくことにもなると思う。その見極めは必要」として、ダルトンについて、警戒すべき存在であると指摘した。
経済アナリストの森永康平は、「ダルトンなどの外資は、どの程度本気でフジの経営改善について考えているのか未知数です。旗振り役としてあおるだけあおっておきながら、株価が上がりきったところで売り抜けてしまうことも考えられます」と述べた。

### 国内の投資家の動き
2月7日、投資信託の「ひふみシリーズ」で知られるレオス・キャピタルワークスが、FMH株式の5.12%を保有していることが関東財務局に提出した大量保有報告書によって明らかになった。1月20日以降、保有比率を段階的に引き上げ、保有目的は「純投資」だとしている。同社の社長で最高投資責任者の藤野英人は2月10日、取得理由を「倒産する可能性は低く、長期の株価上昇余地が大きい」と話している。
4月3日、かつて村上ファンドを率いた村上世彰が関わる投資会社レノと、村上の長女の野村絢がFMHの発行済み株式の5%超を取得したことが明らかになった。、関東財務局に提出された大量保有報告書によると、3月27日までに合計で5.19％を取得した。野村が1215万6700株、レノが100株を保有しており、両者はこの株の取得のために267億円余りを投じている。保有目的として「投資及び状況に応じて経営陣への助言、重要提案行為などを行うこと」と説明している。
4月8日の変更報告書によると、1日現在、レノが共同保有者との合計でFMH株の保有比率を8.74%に引き上げた。レノは4月1日の時点で新たに1.23％取得している。これまでのFMHの筆頭株主は映画会社の東宝で、8.71%を保有しているが、これによって、レノが東宝を上回って筆頭株主に浮上したとみられる。野村はフジテレビの港前社長とFMHの嘉納前会長が会見で辞任を表明した1月27日から4月1日にかけ、FMH株を頻繫に売買している。8日の時点で野村のFMH株の総取得額は483億円余り。
4月10日、東京株式市場でFMH株が、一時、前日と比べ12%上昇して3351円となり、2006年1月の「ライブドア・ショック」を跨いで、およそ23年ぶりの高値となった。終値は前日と比べ10%高の3304円となった。
4月10日にレノが関東財務局に提出した4月3日時点での変更報告書によれば、野村らの保有比率は11.81%に増加した。レノの保有数は100株で、あとは野村が大半の株式を保有、比率は8.96％。旧村上ファンド系の投資会社であるエスグラントコーポレーションが保有比率を0.81%から1.47%に引き上げ、さらに、不動産仲介のシティインデックスファーストが新たに1.38%取得した。
7月2日、野村絢と旧村上ファンド系の複数の投資会社が関東財務局に提出した報告書によると、投資会社と野村が共同保有するFMH株の比率が全体の13.32％に増えたことが判明。定時株主総会当日の6月25日にも株式を取得していた。
7月4日に関東財務局に提出された報告書によると、旧村上ファンド系がFMH株を更に買い増し、6月27日時点で合わせて14.35％に増加。7月10日には保有比率が16.32%になったと判明。
FMHは7月10日、対抗措置を導入すると発表。20％以上の株式を取得するなどの場合には、他の株主に新株予約権を無償で割り当てる。
FMHによると、2月から7月にかけて経営陣が村上世彰らと複数回面談し、旧村上系の投資家らは「FMH株の33.3％を取得する可能性」を示唆した。FMHは、投資家らがFMHの子会社を分離した上で「支配下に置くことを目指している」可能性があるとの認識を示した。

### ダルトンが取締役候補を株主提案
4月3日、ダルトン・インベストメンツがコメントを発表し、FMHの取締役に留任した金光修や次期社長の清水賢治らについて「第三者委員会で指摘された経営責任を負っており、新経営陣として残る意図が理解できない」と糾弾、「テレビ事業の衰退を招いた経営陣に代わる新たな経営陣を迎える必要がある」と批判した。留任した社外取締役3人を含む5人を「オールドボーイズクラブ」と呼んだうえで「『経営刷新』というにはほど遠い内容」と指摘した。
4月15日、ダルトンはFMHの取締役候補12人を株主提案する方針であると明らかにした。取締役の総入れ替えを求めることになる。この中にはダルトン共同創業者であるジェイミー・ローゼンワルド、SBIホールディングス会長兼社長の北尾吉孝、ジャパンディスプレイ元社長の菊岡稔、STARTO ENTERTAINMENT代表取締役の福田淳、元雑誌編集長の堤伸輔、元フジテレビアナウンサーの坂野尚子が挙がっている。ある関係者は「第三者委員会の報告書などからフジの内部環境が想像以上に悪く、取締役会の過半数の提案となった」と説明した。ダルトンは今回の取締役候補者について、子会社のフジテレビの取締役になるわけではないが、フジテレビの経営陣については外部から招聘することも可能だともしている。
ダルトンは前述の通り、5人の取締役が留任を決めたことを批判。「何も変わらないというメッセージを公表した」と指摘し、取締役相談役の退任が決定した日枝久にも言及し「今、ようやく日枝体制が終えんを迎え、フジテレビは生まれ変わるチャンスを得た。私たち株主は日枝体制のざんしを一掃し、フジテレビの大変革を力強く推進する経営者たちを送りたいと思う」としている。さらに、放送事業とは関連性がないとされる不動産事業の切り離しやコンテンツ制作能力の強化、政策保有株式の解消も課題に挙げている。
株主提案は4月16日午後に正式に発表され、FMHに送付された。この影響で、FMH株は16日に利益確定売りが出たものの、高値圏で推移した。
4月23日、FMHはダルトンからローゼンワルド（ダルトン社共同創業者）を候補から差し替えるとの書面を受け取ったと発表した。放送法上、日本国籍を持たない者が取締役として選任された場合、原則として「放送持株会社」の認定を取り消される規定がある。ダルトンは新たに、取締役候補をダルトンの傘下ファンドの代理人弁護士の水落一隆に変更する事をFMHに通達した。
日経新聞は、2025年3月末の時点でフジ・メディア・ホールディングス株を保有する外国人投資家の比率が21%となり、前年の同期比でおよそ12ポイント低下しており、これに代わって同社株を保有したのが、物言う株主と個人投資家だと分析している。

### FMH社長と社外取締役の退任が決定
4月30日、フジ・メディア・ホールディングスの取締役会で、取締役会長に就任する予定だった代表取締役社長の金光修と、社外取締役の島谷能成（東宝会長）、斎藤清人（文化放送社長）、茂木友三郎（キッコーマン名誉会長）が、6月の株主総会を以て退任すると決定。この4人については、大株主のダルトン・インベストメンツが「日枝体制の残滓」と指摘していたが、金光は記者会見で「自分の代でけじめをつけた方がいいだろうということで、今回に至った。機関投資家からの意見ということではございません」とあくまで自主的な引責辞任を強調。

### FMHが取締役候補を決定、ダルトンの提案に反対
5月16日、フジ・メディア・ホールディングスが定時取締役会で新取締役候補11人を決定した。ダルトン・インベストメンツが提案した12人は全員入らなかった。新たに取締役候補として発表されたのは、ファミリーマート元社長の澤田貴司、元森ビル取締役専務執行役員CFOの堀内勉、フジテレビの柳敦史執行役員、渥美坂井法律事務所・外国法共同事業の花田さおりの4人。併せてダルトンが提案した候補者については会社として反対することも決定。
取締役会後の会見でフジテレビの清水賢治社長は4人の人選について、人権ファーストの職場整備などの経営改革プランを進めていくために最適な候補者だとした上で「会社提案の候補者が最適であり、さらに望ましい取締役会の規模を考慮すると、取締役の数を増やすことは適切ではないと判断しました」とダルトンの提案に反対した経緯を説明。SBIホールディングスの北尾吉孝会長兼社長が「（フジ側が）敵対するとしたら徹底的に勝負する」と発言したことを受け「取締役の候補に入れなかったことで敵対するわけではありません。北尾さんの実績も含めて極めて尊敬すべき方。我々としては、我々の考え方で進めてきた改革プラン、それを実行するための最適の候補者の構成などをすでに進めていたのでこの構成が最適であると判断しました」と対立を否定。

### FMHとダルトンの交渉不調、委任状争奪戦
5月21日、ダルトン・インベストメンツのジェイミー・ローゼンワルド最高投資責任者が来日。お台場のフジテレビ本社ビルを訪問し、清水賢治社長と会談した。会談後、ローゼンワルドは「株主総会前に妥協案が出ることを期待していたが、清水社長は明確に和解や妥協の提案はないと表明した」と明らかにした。
同日、フジ・メディア・ホールディングスはダルトン側の取締役候補者のうち3名を「監査等委員」にしたいとの要望について「新たな株主提案に該当する」と判断、提案の期限が過ぎているとして受け入れないと発表。
5月23日、ローゼンワルドはダルトンの提案が株主総会で承認されるよう委任状争奪戦を始める方針を決めたと述べた。
5月27日、ローゼンワルドは大株主や個人投資家に働きかけを始めているとし、筆頭株主である旧村上ファンドの村上世彰の長女・野村絢と接触したと明かした。
6月10日までに、アメリカの大手議決権助言会社のインスティテューショナル・シェアホルダー・サービシーズ（ISS）がFMH側の候補全員に賛成を、ダルトン側の候補全員に反対を推奨すると株主向けの書簡で表明。FMH側の候補は「1名（清水賢治）を除き全員が新任であり、改革計画の実行を加速させるために指名されている」と評価。ダルトン側について「反対派は改革の必要性を説得力を持って示すことができていない」とした。
6月13日までに、アメリカの議決権行使助言会社のグラス・ルイス（GL）は、FMH提案の沢田貴司・元ファミリーマート社長、社内出身の柳沢恵子（常勤の監査等委員である取締役）を除く全ての候補者に賛成推奨した一方、ダルトン提案候補については、北尾吉孝SBIホールディングス会長兼社長ら5名を除く全候補者に反対推奨した。GLは、FMH提案の澤田貴司については他社の兼職が多い点、同じくFMH提案の柳沢恵子については監査等委員として独立性を欠いている点を反対推奨の理由として挙げた。これに対し、FMH側は反論。澤田貴司については「当社を含む重要な本邦上場会社の兼職は3社で、うち1社は代表取締役社長CEO職でありますが、当社における職務を遂行する上で問題なく時間を確保できる旨を事前に確認しています」とし、柳沢恵子については「監査等委員会の構成は4名中3名が独立役員（構成比率75%）となる予定であり、監査等委員会の客観性・独立性は十分であると当社としては判断しており、さらに、社内の業務に精通しているメンバーが監査等委員に加わることは監査の実効性を高める上で有用と考えております」と反論。また、ダルトン提案については「会社提案候補者11名に加えて、GL社より賛成推奨を受けた5名（いずれも男性）を加えることは（略）取締役会員数のコンパクト化による実効性向上、女性比率の引き上げによる多様性確保といった方向性にも反する」と、改めて反対理由を説明した。
6月19日に関東財務局に提出された変更報告書によると、ダルトンは4月15日にFMH株をいったん0.16%分売却、その後買い増して保有比率を7.51%（関連会社の保有分を含む）に高めた。

### 株主総会で会社提案が可決、ダルトンの提案は否決
6月25日、フジ・メディア・ホールディングスの定時株主総会が東京都江東区の有明アリーナで開催された。3000人以上の株主が出席。取締役選任案が諮問され、採決の結果、会社提案の候補者11人は全員選任。ダルトン側の候補者12人は選任されなかった。FMHの発表によると、会社提案の候補への賛成率は81.37％～88.59％。このうち新社長に就任した清水賢治への賛成率は82.35％。ダルトン側の候補のうちSBIホールディングス会長兼社長の北尾吉孝への賛成率が最高で27.00％。全員が10～20％台にとどまった。
総会後、ダルトン共同創業者のローゼンワルドは新しい経営陣と連携する意向を示した上で「すべての株主の皆様にとっての利益となるよう引き続き尽力していきたい」とコメント。
総会は約4時間半に渡った。参加した株主は「私はダルトンに入れた。変わってほしいと思った。一石を投じるという形で投票した」「これからですよね、役員の方が変わるので。これから本当に『フジテレビ変わったな』ということ」「コンプライアンスとか含めて時代にのって、放送局が生まれ変わる瞬間に立ち会えて良かった」と述べた。

### 株主代表訴訟
3月24日、FMHの個人株主の下野創（福岡・住環境を守る会共同代表）が、FMHの金光修社長、清水賢治専務、港浩一元・取締役（フジテレビ前社長）ら全ての社内取締役15名に対し、元タレントの中居正広と女性とのトラブルを知りながら適切に対応しなかったことで会社に損害を与えたとして、FMHにおよそ233億円を賠償するよう求め、東京地裁に株主代表訴訟を提起した。訴状によると、港・元取締役は、中居正広と女性とのトラブルを認識後も独断で中居さんの番組を継続した。トラブルを知らない取締役が多数いたのは社内で内部統制システムが機能しなかったためだとして「取締役の任務懈怠や善管注意義務違反がある」ことを理由に賠償を求めた。下野によると、FMHの監査等委員会に対し、賠償を求める訴訟を起こすように求めたものの「訴えを起こさない」という回答があったため、訴訟に踏み切ったとのこと。3月31日の第三者委員会の調査結果を受けて賠償額を増額する可能性もあるとした。
6月5日、第一回口頭弁論が行われ、経営陣側は訴えを退けるよう求め争う姿勢を示した。
同日6月5日、FMHは子会社フジテレビジョンの監査役より、港浩一元社長及び大多亮元専務の2名に対して法的責任を追及することを会社法に基づき決定し、訴訟の準備に入ったとの報告を受けたことを明らかにした。

## 週刊文春の報道姿勢
前述の通り、異例の長時間会見が行われる直前の1月27日朝、『週刊文春』は記事の修正を行い、編集姿勢に対する批判が上がったが、その後も報道を続けた。
2月27日号の記事では「調査の最大のテーマは、X子さんが被害を訴えてもなおフジがコンプライアンス部門に報告すらせず、中居を起用し続けたのはなぜなのかという点だ」とし、論点を変更したとされた。
広報コンサルタントの風間武は、『週刊文春』の報道について「トーンダウンが著しい」と指摘している。
続く3月6日発売号の記事で新たな情報が報じられることはなかった。テレビ東京出身で広報支援を手掛ける下矢一良は「メイン特集ですらない。完全に手詰まりとなり、形だけ記事を出しているように見える」と評した。
3月13日発売号では、一連のフジテレビ・中居騒動に関する記事が一切掲載されなかった。前出の下矢は「先週も完全ネタ切れ状態だったが、今週は記事すらないとは。この問題の文春の手詰まり感は明らかで、このままだと第三者委員会の調査結果公表後に、内容を突っ込むしかない程度。これで幕引きだと、文春、いろいろマズすぎる」と指摘した。
しかし「幕引き」はなく、石橋貴明に関する疑惑など、その後も報道は続いた。

## 国外のメディアの反応
先行して報じた「ル・パリジャン」や「フィガロ」などのフランスのメディアの他、アメリカの雑誌「バラエティ」、イギリスの新聞「タイムズ」、イギリスのBBC、韓国のKBS、シンガポールの「ザ・ストレーツ・タイムズ」、ドイツの日本関連メディア「Sumikai」、アメリカのAP通信などでも報道された。

## 他局への影響
2025年1月下旬から、民放テレビ各局のほか、フジテレビと同じフジサンケイグループ系列のラジオ局・ニッポン放送も局員と芸能人の付き合い方、フジテレビと同様の事例の有無などを含めた各種ハラスメントについて社内調査を開始した。4月には全国の民放局が加盟する日本民間放送連盟（民放連）が加盟社に社内調査の実施を要請（後述）。
いち早く調査に着手したテレビ朝日は、第一次調査として制作現場やアナウンス部を中心に対面によるヒアリングを実施し、1月22日に結果を公表。現時点で報道されたような食事会などでの不適切な行為の報告はなかったと発表した。その後の在京民放各局の調査結果は後述。
一方、日本放送協会（NHK）は、会長の稲葉延雄が1月22日の定例記者会見で、ハラスメント等に関する内部通報制度が整備されていることと、同制度に基づいて毎年末に実施している定期調査の結果、不適切事案はないことを発表した。また、会見に同席したアナウンサー出身の理事の黒崎めぐみは、いわゆる「性接待」を見聞きしたことがあるか問われ「そういうことは断じてない」と述べた。その後5月21日に、局内調査を行うと発表した（後述）。

### 民放各局の社内調査
日本民間放送連盟（民放連）は4月21日、一連の問題を踏まえ、全加盟社に対しフジテレビと同様の事案の有無の調査を自主的に実施、公表し、報告することを要請。
6月11日、全加盟社207社のうち、6月6日までに報告があった198社の調査結果について最終集約として公式サイトで公開。フジテレビと同様の事案はなかったとした。一方、「調査において事実認定ができない回答が含まれていた」とする回答が2社あったほか、複数のテレビ局から「会食などで不快な思いをした事案やハラスメントの事案が確認された」とする報告があった。
また、民放連は自主調査の要請と併せ、加盟社に対して人権尊重・コンプライアンス徹底に関する取り組み状況についてのアンケートを実施。多くの社から、人権尊重やハラスメント防止に関する取り組みを進めていることや、社内調査の実施、コンプライアンスや人権に関する指針の徹底、相談窓口の再周知などの対応を行ったことなどの報告が上がった。
民放連加盟社のうち、在京の民放テレビ・ラジオ各局が行った社内調査の結果は以下の通り（発表された日付順）。
日本テレビ放送網
- 2月14日、日本テレビは公式サイトで社内調査の結果を公表[712]。「性的接触を伴う不適切な会食」に関するヒアリングやアンケートの結果「不適切な会食はありませんでした」と結論づけた[713]。17日の定例社長会見で調査の詳細を公表。女性アナウンサー25人への対面での聞き取りや、制作・報道・スポーツ各局のプロデューサーから局長まで161人にアンケートを実施、弁護士から必要と判断された対象者には聞き取りも行ったと明かした[714]。

TBSテレビ
- 2月21日、TBSテレビは社内調査の結果を公表[27]。外部弁護士5人とコンプライアンスの部署の局員など合計約10人が担当し、女性アナウンサー26人（3月までに退職予定の2人を含む）全員にヒアリング。アンケートを含め91人を調査[715]。2023年5月にフジテレビの編成幹部が設定し、中居らが出席した飲食店での会食にアナウンサーが参加していたことを確認[27]。このアナウンサーは「フジ編成幹部から直接誘われて参加した」「自分や他の女性に対する性的言動は見聞きしていない」と説明した[27]。また、同月に中居の自宅マンションで行われたバーベキューに男性社員2人が中居に誘われて参加していたが、終了とともに帰宅。「参加者から不適切な言動はなかった」と説明している[27]。その他、アナウンサーを含む複数の社員が中居との懇親会やゴルフなどの交流をしていたことが判明したが、不適切な目的での開催や言動は確認されなかった[27]。
- 4月25日、TBSテレビは調査結果を追加報告。同局のアナウンサーが出演者から受けたハラスメントについて、会社の対応が不十分だった事案を確認したと発表。およそ25年前から15年前にかけて、複数のアナウンサーが番組出演者から、収録の際に身体接触の被害を受ける、食事に誘われ交際を迫られる、番組の懇親会でキスを求められるなどした4件の事案で、会社の対応が不十分だったことが確認された。被害を証言したうちの一人は「昔だから仕方ないという考えはやめていただきたい」「心の傷となって、話すまでかなり時間がかかりました」と話しているという。TBSテレビは「当時、ハラスメントに対する当社の認識が不足しており、研修や相談の体制なども不十分だった」「社員を守れなかった事実を深く反省し、被害を受けた方々に深くお詫び申し上げます」とコメント[716]。

ニッポン放送
- 2月27日、ニッポン放送は公式サイトで社内アンケート結果を公表[717]。全社員を対象に匿名アンケートを行い「タレント又は番組関係者との不適切な会食等は確認されませんでした」と結論づけ「社員の一人一人が安心して勤務でき、各人の能力が存分に発揮できる環境を構築することが何より大事だと考えております。社員の声に耳を傾け、そして、実効性のある社内研修などを通じて、会社としてのコンプライアンス遵守、社員一人一人のコンプライアンス意識の向上に努めてまいります」と宣言。「アンケートに付随して、弊社ではハラスメント等の根絶の観点から、『上司・同僚などから業務と無関係な食事に誘われて仕方なく従ったことがあるか』などの調査も行いました」「その結果、一部、『不快な思いをしたことがある』等の意見もありました」としている[718]。

テレビ東京
- 3月27日、テレビ東京は社内調査の結果を公表。1月22日に「テレビ東京グループ人権方針」にのっとり、関係者や取引先等との間で不適切な行為があったかどうかなどについて、外部の専門家の協力を伴う社内調査を開始すると発表していた。テレビ東京と系列のBS放送局のBSテレ東の全社員など1114人を対象にした人権行動規範に関するアンケート調査の結果「会社として処分の対象となるような案件はありませんでした。もちろん会食などにおける性被害もありませんでした」と報告[719]。

テレビ朝日
- 4月22日、テレビ朝日は第2次調査の結果を報告。第1次調査終了後、コンプライアンス担当部門がアナウンサー全64人と編成、報道、スポーツ、営業等に関わる社員ら約90人を対象に実施[720]。篠塚浩社長は「あらためて番組出演者からの不適切な言動は確認されませんでした」とした一方で、一部から「趣旨が分からない会食に呼ばれた」「管理職から女性の役割として会食の場を盛り上げるよう言われた」「会食の出席者から連絡先を聞かれた」などの報告があったことを公表。「こうした事案についてはそれぞれ調査対象者の意向を確認したうえで、必要な対応を取ってまいります」「すべての社員を対象に研修を行うなど、引き続き、人権尊重の意識を高めてまいります」と表明[721]。

文化放送
- 4月30日、文化放送は公式サイトで社内調査の結果を公表。2月上旬に管理部門の一部男性社員を除くほぼ全社員と役員を対象としたアンケートとヒアリングでの調査を行い「該当する事例はございませんでした」と結論[722]。

日経ラジオ社
- 5月9日、日経ラジオ社は2月に全社員62人（派遣社員などを含む）を対象にハラスメントに関するアンケート調査を実施したと公表。「番組出演者との会食などにおける性被害について該当する回答はありませんでした。」と結論[723]。

TOKYO MX
- 5月16日、東京メトロポリタンテレビジョン（TOKYO MX）が社内調査の結果を公表[724]。役員と全従業員の153人を対象に匿名アンケートを実施。88人が回答[725]。複数の回答者が「故意ではないが、不適切と感じる性的な接触や要求を受けたことがある」と回答。これについて顧問弁護士を交えて適切に対応したと説明した[726]。

エフエム東京
- 5月28日、エフエム東京は2025年1月下旬に、全社員に対して「社員と番組関係者・取引先との不適切な行為に関するアンケート調査」を実施した結果を公表。同社は結果の概要として「出演者に関連した性暴力、性加害トラブルに相当するような事例はなかった」「取引先・番組出演者との関係において不快な行為の実例としての回答は複数件あった」「社内スタッフ同士の関係においても同様の傾向があり、特に管理職の言動には注意が必要であることがわかった」「不快な行為の実例として、具体的には顧客との宴席等に、無関係のスタッフを同席させる等の行為が問題視されていた」などを公表[727]。

InterFM897
- 5月28日、InterFM897は「人権尊重・コンプライアンスの徹底に関する自主的取り組みの公表と調査について」と題した文書を公表。『2025年1月24日にコンプライアンス研修を実施し、人権尊重と通報体制について全社的に再周知を行いました』と報告。また人権侵害等の有無について、全社員を対象にアンケート調査を実施。その結果『番組出演者や出演者の関係者との会合において、性的ハラスメントや人権侵害に該当するような事案は、ありませんでした』としている[728]。

TBSラジオ
- 5月29日、TBSラジオで全社員を対象とした調査をアンケートとヒアリングを併用して実施、結果を公表。アナウンサーをはじめとする出演者や TBS ラジオの社員・スタッフが、他の出演者やその関係者との会食・接待等において性的被害・ハラスメントの人権侵害を受けた、あるいはそのような事案を見聞きしたとの事実は確認されなかったと結論[729]。

J-WAVE
- 6月6日、J-WAVEは全従業員および番組関係者を対象に人権・コンプライアンスに関する社内調査を実施した結果を公表。調査の結果「番組出演者や出演者の関係者との会合で性的ハラスメントや人権侵害に該当するような事案」については緊急に対応が必要な事案はなかったと結論。しかし、会食以外の場でハラスメントが疑われる事案が一部報告され、この事案については、客観性と公平性を確保するため、外部の弁護士に判断を仰ぎ、申告された方の意向を尊重しながらヒアリングなどの対応を進めているとした[730]。

### NHKの局内調査
5月21日、日本放送協会（NHK）会長の稲葉延雄は定例記者会見で、一連の問題を受け、これまで行っていなかった局内調査について、番組出演者と局員との不適切な会食といった組織風土がないか点検・調査するよう指示したと表明。

## 真偽不明の告発
一連の騒動に関連して、「フジテレビの関係者から性被害を受けた」とする真偽不明の告発が相次いでいる。

### 青木歌音（YouTuber）
YouTuberで元女子アナを自称する青木歌音は、1月20日配信した「私が女子アナ時代、フジテレビの偉い人から色々されたので告発します」の動画中で、BSスカパー!のバラエティ番組「チャンネル生回転TV Allザップ!」内の番組内企画「非公認女子アナウンス部」に「女子アナ研修生」として出演していた頃、「フジの番組制作をしてたお偉いさん」からセクハラ被害を受けたと告発。青木は「スタッフさんは頻繁にフジの中を出入りしている。そのトップを張っていた方がいて、セクハラとかいろいろされた」と説明している。なお、当該番組に株式会社フジテレビジョン本体は関与していない。したがって告発内での「フジテレビの偉い人」は、株式会社フジテレビジョンの役職員ではない蓋然性が高い。

### 長谷川豊（元フジテレビアナウンサー）
元フジテレビアナウンサーの長谷川豊は堀江貴文との対談動画の中で、被害に遭ったのは女子アナだけではなく、勤務当時に幹部社員（笠井信輔、佐々木恭子を名指し）によって自身も接待の場に同席させられ、同社の番組に出演していたおすぎに「上納」されたと主張した。
この発言に対し、「上納」した幹部社員として名指しされた笠井信輔（元フジテレビアナウンサー）がブログ上で反論、否定した。続けて「15年以上経って、元後輩アナウンサーがなぜ突然、施設に入っていると言われている、おすぎさん　そして、先日亡くなった小倉さんの名誉に関わることを反論する機会が全く持てない人たちのことを実名で公表するのか、理解に苦しみます」と綴った。
さらに長谷川は、この動画の対談の中で「フジテレビ"だけ"がアナウンス室が編成局の下にある」という趣旨の事実と異なる発言を行った。これを鵜呑みにした堀江は、数日後に出演したTBSテレビ「サンデー・ジャポン」の中で事実誤認の発言を行い、直後に同局の良原安美アナウンサーが「フジテレビに限った話ではございません」と訂正する事態となった。